# ウルトラマンタロウ
『ウルトラマンタロウ』は、1973年（昭和48年）4月6日から1974年（昭和49年）4月5日までTBS系で毎週金曜19時 - 19時30分に全53話が放送された、TBSと円谷プロダクションが製作した特撮テレビドラマとその劇中に登場するヒーローの名前である。
タイトルロゴは「ウルトラマンT」、「T」に「タロウ」のルビがある。

## 物語
ボクサー志望の青年・東光太郎（）が、長い船旅の末に巨大タンカーで日本に帰国。
港を襲った超獣オイルドリンカーを撃退した勇気と行動力を見込まれ、光太郎は宇宙科学警備隊ZAT（）に入隊。光太郎は、自分が埋めたチグリスフラワーの球根を媒体に出現した怪獣アストロモンスに対し、小型戦闘機スーパースワローに搭乗して立ち向かうが、アストロモンスの攻撃を受けて爆発の炎に包まれてしまった。
光太郎は死線をさまようが、ウルトラ5兄弟によってウルトラの国に運び込まれ、彼らとウルトラの母に導かれてウルトラマンタロウと合体。こうして、ウルトラ6番目の弟が誕生した。
地球に帰還した光太郎は、左腕に装着したウルトラバッジを掲げてタロウに変身し、怪獣や宇宙人と戦う。

## 作品概要
「ウルトラマンシリーズ」第5作目にして、『帰ってきたウルトラマン（以下、帰マン）』や『ウルトラマンA』に続く第2期ウルトラシリーズ第3作目。『ファイヤーマン』（日本テレビ）や『ジャンボーグA』（毎日放送）同様、「円谷プロ創立10周年記念番組」として制作された。
本作品の大きな特徴として、それまでは神秘的存在として描かれていたウルトラマンに、親しみやすい印象を付加している点が挙げられる。その最たる例が、主人公の「タロウ」という名称である（詳細は後述）。それまでのウルトラマンシリーズに比べ、同じ円谷作品の『快獣ブースカ』（1966年・日本テレビ）で見られたようなおとぎ話や寓話などを題材としたエンターテインメント性を重視したストーリーが多く見られる。
本作品ではウルトラの母の存在が初めて明らかにされ、「ウルトラ兄弟」の概念に加えて文字通り「ウルトラファミリー」の構想を付加した結果、ホームドラマ的な作風が濃くなっている。
主題歌がそのまま特撮場面の挿入歌となっており、2クール以降はエレクトーン演奏を用いた主題歌のインストゥルメンタル版も使用されている。
それまでのウルトラマンシリーズは、オープニング映像にキャラクターのシルエット映像が使用されていた。しかし、本作品はZATのメカニック紹介映像（主にそれぞれが格納庫から現れて基地から発進する様子）となっている。
放送話数が全53話と昭和ウルトラシリーズの中では最多となっている。また、第2期ウルトラシリーズの中で本作品のみが4月に放送を終了したが、この理由には「次作『ウルトラマンレオ』の企画難航によって本作品を1話分追加撮影した」「4月から放送開始する他の特撮ヒーロー番組と競合する編成を避けるためだった」という2つの説が存在する。

### 構成
基本的には、ウルトラマンタロウとZATの活躍を描いている。
第8話以降、児童（東光太郎を兄のように慕う白鳥健一少年の友達や同級生）の抱えるエピソードに、奇怪な事件およびその主犯となる怪獣とZATの闘いが交差したものが多くなっていき、ZATの事件解決に終始している作品はほとんどない。これは第2期ウルトラシリーズの特徴といえるが、本作品で最も顕著に表れている。
メイン脚本家の田口成光は本作品を結果論として『ウルトラマンA』の変遷を受けた上での「皮膚感覚」を強く意識しており、ファンタジー色とファミリー性が強い昭和のおとぎ話である「ネオメルヘン（ネオファンタジー）」と捉えた作品世界となっている。そのため、「ネオメルヘン」という要素は宇宙怪獣の怪奇設定やヒーローのミステリアスなイメージといった前提条件により、各エピソードがリアル方向に触れすぎないようにするためのバランサーとなっており、演出や設定も陽性の方向へ流れるように誘導していたものと思われる。

### 怪獣
前半の敵は怪獣のみで、本作品の怪獣は前作『ウルトラマンA』の「超獣（怪獣を超える存在）」の設定を覆し、「超獣を超える怪獣」であると設定されていた。第1話では超獣オイルドリンカーが怪獣アストロモンスに捕食されるシーンが存在し、この「超獣よりもさらに強い怪獣」をアピールしていた。企画案では超常能力を持った宇宙怪獣の登場が想定されており、初期に登場した怪獣にも反映されている。また、実在の生物をモチーフとした怪獣が多いのも初期の特色である。怪獣の生態が細かく設定されている回が多く、この点も本作品のストーリーにおける特徴の1つとなっている。
第27話でのメフィラス星人（二代目）の登場を皮切りに宇宙人も多く登場するようになり、終盤では独特で奇抜な怪獣が多く登場するようになった。なお、タロウやZATが怪獣、とりわけ人類と対立する意思を持たないものの生存権を尊重する描写も多く、回が進むごとに顕著になっている。
第29・30話に改造巨大ヤプールが登場するなど過去の人気怪獣が多く登場したが、これはTBSでは10月は翌春の新番組を決定させる時期のためだからである。

### 玩具展開
『ウルトラマンA』や『ミラーマン』（1971年・フジテレビ）でブルマァクから発売された怪獣ソフトビニール人形が不振だったため、本作品の怪獣はほとんど商品化されていない。しかし、『ウルトラマンA』のタックファルコンや『ミラーマン』のジャンボフェニックスなどのメカ類は好調だったため、本作品はメカ類を売り出すことに注力しており、前述のようなオープニングになった。さらに、オープニングのみの登場メカや本編未登場のメカなども商品化され、どれも子供受けする派手なデザインとなっていた。
また、「ウルトラ兄弟セット」や「ウルトラファミリーセット」などの形式で、過去のウルトラマンソフトビニール人形がセット売りされた。こうしたヒーローやメカ重視の潮流の中で怪獣のデザインは商品化を前提としないため、『帰ってきたウルトラマン』初期のように売れる怪獣をデザインするという縛りから解放され、自由なデザインの怪獣が生まれるようになった。

### 評価・反響
他の第2期ウルトラシリーズとは異なり（各作品の路線変更については各記事を参照）、放映延長に当たっての番組強化に関する文書が作成されず、第19話でタロウがウルトラの母からキングブレスレットを授かったり、第27話から宇宙人が登場したり、レギュラー俳優の交代などはあったが、制作方針に関わるような路線変更がなかった。しかし、それまでのウルトラシリーズと異なり、コミカルなストーリーが多くなるなど作風に顕著な変化が見られたため、旧作ファンには本作品を否定する向きもあった。
後発のウルトラマンシリーズ出演者が、幼少時に見ていた作品として本作品を挙げている。萩原佐代子（『ウルトラマン80』の星涼子 / ユリアン役）はリアルタイムで、原田隼人（『ウルトラマンX』の三日月マモル役）と石黒英雄（『ウルトラマンオーブ』の主人公クレナイ・ガイ役）は再放送で本作品を見ていた。また、杉浦太陽（『ウルトラマンコスモス』の主人公・春野ムサシ役）と宮野真守（映画『大怪獣バトル ウルトラ銀河伝説 THE MOVIE』以降のウルトラマンゼロの声）は、幼少時はタロウが好きだったと語っている。
『ウルトラマンマックス』以降のシリーズに参加している脚本家・小林雄次は本作品の第1話を評価しており、『ウルトラマンマックス』第1話執筆時の参考にしている。

## ウルトラマンタロウ
- 職業：宇宙警備隊支部長、宇宙警備隊の筆頭教官
- 趣味：体操[32]
- 嫌いなもの：まんじゅう、弱い者いじめ[注釈 16]

ウルトラの父とウルトラの母の実子。ウルトラセブンの実母（故人）がウルトラの母の姉であるため、セブンとは従兄弟（セブンがタロウの従兄）だが、この設定は現在では使用されていない。孤児でウルトラの父と母に養育されたウルトラマンAは義兄、ウルトラマンタイガは実子に当たる。また、主題歌の歌詞では「ウルトラマンNo.6」と呼ばれている。光の国では「タロウ」という名前は「勇気を持ち正義を愛する者」という意味が込められている（命名したウルトラの父は後に地球にも同じ名前があると知ったという）。企画書では「11の技を持つヒーロー」とされている。
ウルトラ兄弟が集結した第33・34話で「兄に頼りがち」や「増長しやすい」と演出されているが、これは第33・34話のみのことである。
エースの後を受けて地球防衛の任務に就き、地球では宇宙科学警備隊ZATの東光太郎と一体化して超獣以上の力を持つ怪獣や宇宙人と戦う。空に飛び立つ時の掛け声が第22話までは短く低めだったが、第23話からやや長く高めになっている（第5話でセブンが空に飛び立つ時の掛け声の流用）。また、光太郎のボクサーとしての資質が変身後も引き継がれている。戦闘時は無言で戦うことが多い。胸のタロウプロテクターは、セブンのプロテクター同様にあらゆる攻撃から身を守る。また、セブンのような真紅の体はスーパーボディと呼ばれ、全身にストリウムエネルギーが流れている。
巨大化カットに登場している白い円環は、ミルクのクラウンのイメージである。
頭部のウルトラホーンは超戦士の証と言われ、それを証明するかのように他のウルトラ兄弟を超えた能力を誇る。例を挙げると以下の通り。
- ウルトラダイナマイトなどで体がバラバラになっても、ウルトラ心臓[42][43]が無傷なら再生可能。
- 第10話でデッパラスの牙が腹部を貫通しても怯まなかった。
- 戦闘中にカラータイマーが点滅することが少なく[注釈 20]、戦闘終了後に点滅することが何度かあった[注釈 21]。
  - また、第29・30話のように他のウルトラ兄弟ならカラータイマーが点滅するであろう大ダメージを受けたにもかかわらず、カラータイマーが点滅しなかった。
- 腕力はウルトラ兄弟の中で一番のパワーを誇る[注釈 22]。
- 映画『ウルトラマン物語』ではウルトラ5兄弟のエネルギーをウルトラホーンに吸収して超ウルトラ戦士（スーパーウルトラマン）にパワーアップし、6兄弟が束になっても苦戦したグランドキングを圧倒した。

第53話でウルトラバッジをウルトラの母に返し、光太郎としてバルキー星人を倒した後、光太郎の姿のまま旅立っていった。
後の『ウルトラマンメビウス』では、
- 物語開始（ウルトラマンメビウスが地球防衛に就く）20年前＝1986年に光の国に帰還し、現在は宇宙警備隊の筆頭教官として後進の指導に当たっており、メビウスも教え子の1人である

と新たに設定された。

### ウルトラバッジ
光太郎がタロウと合体前、緑のおばさんの姿に変身したウルトラの母からお守りとして授けられた変身アイテム。光太郎は持ち歩かず、常に隊員服の左肩の袖側面に装着しているため、変身は常に隊員服姿で行われており、私服での変身は第40話での1回だけであった。
ウルトラスチール製で光波エネルギー吸収装置（3つのポール）、エネルギー電導チューブ、ウルトラダイオード、エネルギー増幅回路、ウルトラルビー、テレパシー受信器が備わっている。光波エネルギー吸収装置には電気エネルギー、太陽エネルギー、ウルトラエネルギーが蓄えられており、光太郎からの変身テレパシーを受信することでバッジの中央に流れ出して変身エネルギーとなり、光太郎をタロウに変身させる。
前半ではエースのウルトラリング同様、変身のタイミングが訪れるとウルトラルビーが一瞬光って光太郎に変身を促していたが、後半ではこのプロセスが見られなくなった。
前述の通り、光太郎は第53話でウルトラバッジを空の彼方に投げてウルトラの母に返している。
- 台本を含め、「ウルトラバッヂ」と表記されることもある。
- デザインはウルトラの国を意識している[1]。
- 企画段階では「ウルトラの心臓を守る」という意味も込め、光太郎の左胸のちょうど心臓の真上の部分に装着することになっていた[56][1]。
- 撮影終了後は篠田に贈呈された[57]。

### 変身方法
ウルトラバッジを右手に持ち、両腕を左右に開いて、額に当ててから天にかざして「タロウー！」と叫んで変身する。このパターンが基本だが、変身ポーズを省略したことも何度かあった。また、第43話ではモットクレロンが飛ばしてきたと思われる大根を左手に持ち、そのままバッジを持った右手と頭上でクロスするという珍妙な変身場面もあった。

### 技
ストリウム光線
タロウが最も多用した必殺光線。
開いた右手を頭上に翳し、同時に左手を腰に当てる。両手に重ねてスパークを起こし、腰に添えて大気中の宇宙エネルギーを全身に吸収する。そして、右手に上げた左手を重ねてT字型に構えて左手全体から発射する。場合によっては、いきなりT字型のポーズを取る。
当初は技の発動時に「ストリウム光線！」と声を発しており、エネルギー充填時に身体が虹色に光っていたが、第23話を最後に見られなくなった。当時の雑誌設定には技の上達によって光らなくなったと解説されていたが、『ウルトラマンメビウス』以降の作品ではこれらの描写が復活した。
他のウルトラ戦士の光線技と違い、連射が可能。Aのメタリウム光線の倍以上の破壊力を持つと言われ、ウルトラ戦士の中でもトップクラスの威力を誇る。
内山の漫画版『ウルトラマンレオ』では、レオのエネルギーを借りて左側に反対の構えで並んだ彼と2人同時に放つダブルストリウム光線を用い、ウルトラキラーゴルゴを倒している。
『劇場版 ウルトラマンタイガ ニュージェネクライマックス』では、グリムドに憑依されていたことから闇のエネルギーが加わり、光線の色が変化した。タイガのストリウムブラスターとぶつかり合った。
ネオストリウム光線
ストリウム光線の強化版。腕をX字形に組んで発射する。テンペラー星人を倒した。
アロー光線
ウルトラホーンのわきからエネルギーをくさび形光線にして飛ばす。素早く繰り出せるので、繋ぎ技として使う。ピッコロとメモールに使用。
ブルーレーザー
ウルトラホーンから放つ青い破壊熱線。別名ホーンレーザー。ボルケラーの口から引き出した胃袋、タイラントの鞭、ジレンマの舌を焼き切った。
『劇場版 ウルトラマンタイガ ニュージェネクライマックス』では、グリムドに憑依されていたことから光線の色が赤く変化した。ロッソとブルを一撃で瞬殺した。
シューティングビーム
両手先から放つエネルギー光線。グロストや、ミラクル星人のビー玉で凍ったテロリスト星人を倒したが、テンペラー星人には無効だった破壊光線タイプ（爆発タイプ）と、ゴンゴロスとグランドキングに大ダメージを与えた麻痺光線タイプ（麻痺タイプ）が存在。
ハンドビーム（スカーレットビーム）
手先にエネルギーを集中させ、断続的に放つ赤い破壊光弾。第16話でオカリヤンを倒した。
フット光線
ジャンプして、スワローキックのポーズで両足から赤色光線を撃ち出す。第23話でロードラの首と腕を跳ね飛ばしたが、すぐに再生されてしまったために通用しなかった。
クロス光線
腕をクロスさせて高速回転し、周囲にエネルギー波を放射する。第37話でメドウーサ星人に憑依された森山隊員のスーパースワローを墜落させた。
反重力光線
第8話でトンダイルが沼の底に蓄えていた球体を浮かび上がらせた腕から放射する反重力。
タロウカッター
腕を十字に組んで発射する、2連の三日月型のカッター光線。一度に2発発射され、敵を切り裂いて戻ってくる。第34話でテンペラー星人の両手を切り飛ばした。
ビーム手裏剣
右手に破壊エネルギーを集中させ、手裏剣状ビームを作り出して投げつける。第47話でゴルゴザウルス二世を倒した。
ワイプレーザー
第7話でガンザの泡攻撃で泡まみれになった時に使った光線。帯状の光線で全身を包み、泡を洗い流した。
成長停止能力（成長停止光線）
第7話でガンザの腹から生まれた子蟹に当てた光線。巨大化しないよう、成長を停止させた。
リライブ光線
生命エネルギーの治癒能力や活性化を有する光線。トンダイルに捕らえられた人々の意識を回復させ、負傷したフライングライドロンの子怪獣の羽根を治癒し、壊れたアンドロイド聖子を宇宙の星に再生するなど、活躍の場が多かった。
アイ・ビーム（ウルトラスコープ）
両目から透視光線を放ち、隠れた敵を探し出したり、怪獣の体内を透視する。イエローガスに隠れたケムジラ、姿を消したゴルゴザウルス二世を発見したほか、空気を溜め込んで膨らんだグロンの体内を透視して体内で空気が渦巻いているのを確認したり、ゴンゴロスの本体の核を発見した。
タロウバリヤー
体の周囲にエネルギービームで光の壁を発生させて攻撃を防ぐ。バリヤーを出したまま多少は前進または後退することも可能で、ミエゴンの火炎をしばらく防いだあと、突然解除することで敵のバランスを崩し、その隙にスワローキックを決めた。『ウルトラマンギンガ』ではダークルギエルの光線を防ぐ際に使用したが、ギンガに自身のエネルギーを与えたことに加え、ルギエルが光線を重ねてきたために破られた。
プッシュリターン光線
半球状の光線バリヤー。敵の攻撃を防ぐだけでなく、バリヤーを前に押し出すことも可能。アリンドウの蟻酸とボルケラーのガスを押し出した。
タロウスパウト（タロウハリケーン）
「タロウスパウト！」の叫びとともに、体を高速スピンさせて竜巻を発生させる。第23話でロードラを竜巻に巻き込んで吹き飛ばし、空中で爆破させた。
ウルトラシャワー
両手先から水流や消火液を噴射する。第19話と第28話で火災を鎮火したほか、第41話では落書きから生まれたゴンゴロスの体を濡らして手で拭き消した。第9話ではアリンドウにも浴びせている。
ウルトラフリーザー
「ウルトラフリーザー!」の掛け声とともに、熱エネルギーをマイナス変換させて両手先から放射する絶対零度のエネルギー。コスモリキッドとライブキングを2体同時に凍らせたほか、ゲランも凍らせている（この時はガス状だった）。
タロウファイヤー
体内の熱エネルギーを火炎に変換させて、両手から放射する。1000メートル以上の射程を誇る。第31話でお化けキノコを焼き払った（小さいキノコが1本だけ残っており、これがマシュラになった）。
ウルトラダイナマイト
タロウ単体では最大の破壊力を誇る必殺技。自分の体に体内エネルギーを充満・放出させ、自らを燃え上がらせて爆弾にして相手に突っ込んでいく自爆技。相手もろとも大爆発したあと、タロウは自身の再生能力（上述のようにウルトラ心臓が無事なら再生できる）で復活する。
本編では自分の優しさを踏みにじったカタン星人を倒す際に使ったが、再生に成功しても多大なエネルギーを消耗して寿命を縮めるために封印した。しかし、『ウルトラマンメビウス』第30話でインペライザーを倒すため、『ザ・ウルトラマンメビウス』でもカタン星人の別個体を倒すため、封印を破った。1回使用しただけでタロウの寿命が20年短くなるという。
映画『大怪獣バトル ウルトラ銀河伝説 THE MOVIE』では応用し、ウルトラマンベリアルによって奪われたプラズマスパークの残された最後の光を命懸けで守り、ウルトラマン、ウルトラセブン、ウルトラマンメビウスに後を託した。
『ウルトラマンメビウス』では爆発の際の肉片を見せないように爆発を派手にし、木っ端微塵になるように演出されている。
『劇場版 ウルトラマンタイガ ニュージェネクライマックス』ではグリムドに放つが、肉体の再構成時にグリムドに憑依された。闇墜ち状態で放った際には炎の色が紫に変化し、タイガのウルトラダイナマイトとぶつかり合い、最初はタイガを圧倒したが彼の仲間たちの協力によって逆転、正気に戻った。
タロウジャンファイヤー（ファイヤーダッシュ）
タロウの体に充満させた熱エネルギーを放射して一気に飛ばし、灼熱の火炎で敵の体を焼き尽くす能力。ストリウム光線の通じないアリンドウにウルトラシャワーを浴びせてからこれを使って倒した。
スワローキック
空中回転して落下重力で強化した両足で放つキック技。変身直後や格闘戦で頻繁に用いられる。そのまま両足で挟むバージョンもある。ミエゴンを倒した。
ウルトラキック
全エネルギーを足に集中し、集中的に敵の弱点に浴びせるスピーディなキック。ムルロアの頭部を蹴り飛ばしたほか、映画『ウルトラマン物語』ではウルトラ5兄弟のエネルギーを吸収して「スーパーウルトラマン」と化した状態から、右足を赤熱化させた「スーパーウルトラキック」を、グランドキングに放っている。
空中キック
空中に飛び上がった後、横向きになって回転の勢いを利用して両足で繰り出すドロップキック。ゴンゴロスに対して使用し、地面に叩きつけた。
ひざ蹴り（膝蹴り）
敵の腹部や脇などの柔らかい部分をめがけ、強烈なひざ蹴りを何度も打ち込む技。パンドラやムルロアなどに繰り出し、骨や内臓にダメージを与えた。
アトミックパンチ
強靭な肉体をいかしたパンチ攻撃。「タロウ爆弾パンチ」の別名を持つ。原子爆弾（爆弾100個分）と同じ威力を持つと言われ、メフィラス星人（二代目）の腹に大穴を開けたほど。巨大化の勢いで飛行しながらアトミックパンチを放つフライングアトミックパンチもあり、オカリヤンにダメージを与えた。
急降下パンチ
空高くジャンプした後、両手の拳を握り合わせて相手の頭に叩きつけるパンチ。高所から落下する勢いをプラスすることで、破壊力を増大させる。メドウーサ星人の頭部に叩きつけて、多大なダメージを与えた。
ウルトラチョップ
主に相手の急所めがけて打ち込む手刀技で、一撃で巨大な隕石を真っ二つにする。
ハンドナイフ
空高くジャンプした後に繰り出す手刀技。リンドンの首を切断した。
脳天割りチョップ
相手の頭上から打ち込む強烈なチョップ。マシュラやベムスター（改造）に浴びせた他、「首投げ」で大地に叩きつけたゴンゴロスに連続で叩き込んでダメージを与えた。
ウルトラパワー(念力？)
全体内エネルギーを放出させて全身を虹色に光り輝かせ、一瞬のうちに超パワーを発揮する。再生エレキングの角を引き抜いた。
ウルトラパワー(腕力)
上記とは別の技。第50話で球状になったガラキングを、バレーボールのサーブのように右腕で力一杯叩きつけ、宇宙空間に追いやった。
ウルトラスウィング
倒れた相手の体を掴み、大きく振り回してから遠くの地面に叩きつける大技。アストロモンス、ジレンマ、パンドラ、マシュラ、タイラント、サメクジラなどを放り投げた。
ウルトラスロー
敵の尻尾を掴んで何度も大きく振り回して1,000メートル先へ投げ飛ばすウルトラスウィングの応用技。第45話でメモールを宇宙に投げ飛ばした。また、ボルケラーを頭上に担ぎ上げたまま高速回転し、その勢いを利用して宇宙空間に放り投げた技もある。
首投げ
相手の首を締めつけ、敵が怯んだ隙に力いっぱい一本背負いで地面に叩き落とす技。クイントータスなどに繰り出した。同様に相手の腕や腰などを掴んで引き倒す技もあり、こちらもコスモリキッドをはじめとする多くの敵に使用した。
背負い投げ
相手を背負うように高く担ぎ上げ、一気に地面に投げ落とす強力な投げ技。シェルターなどを投げ飛ばしたが、ガンザを投げようとした際は掴んだハサミが取れて失敗に終わっている。また、相手を両肩に担いで放り投げる技もある。
巴投げ
相手の体をつかんだまま後ろに倒れ込み、両脚で相手の腹部を蹴り上げ、後ろに投げ飛ばす大技。アストロモンスやジレンマ、トンダイル、ムルロア、サボテンダー（改造）、マシュラ、ゲラン、メモール、ベロン、ガラキング、ドロボン、サメクジラなどに放った。
岩石落とし
相手を頭上高くまで担ぎ上げ、体を回転させることで勢いを付けて素早く投げ落とす荒技。変身すると同時に、ベロンを担ぎ上げて投げ飛ばした。
ウルトラリフター
頭上に担ぎ上げた相手を遠方へ放り投げた技。サボテンダー（改造）やゲランなど、多くの怪獣に使用した他、ZATのAZ1974が取りつけられたムルロアを投げ飛ばして空中で爆発させたこともある。
ウルトラ念力
強力な念力を放つ。第14話でエンマーゴの剣で首を切り落とされ、上述の自己再生能力とお地蔵様の加護で復活したタロウが念力を放ち、油断しているエンマーゴの首をはねた。『ウルトラマンギンガ』では、スパークドールズの姿でも使用できる数少ない能力の1つである。
トゥインクルウェイ
腕をクロスさせて放射するエネルギーで、タロウをウルトラの国に導く道を生み出す。映画『大怪獣バトル ウルトラ銀河伝説 THE MOVIE』でメビウスやダイナも使用。
ウルトラ6重合体（ウルトラオーバーラッピング、ウルトラ・シックス・イン・ワン）
タロウを基本体としたウルトラ5兄弟との合体。ウルトラタワー内部の「正義の炎」を通り抜けるために使用。『ウルトラマン物語』ではウルトラホーンに6兄弟のエネルギーを集めることで合体を果たし、スーパーウルトラマンとなった。
ボール作戦
少年が持っていたウルトラマンボール（投げると2つに割れてパラシュートが出てくる玩具のボール）を利用した戦法。ミクロ化してボールの中に隠れ、それを少年に投げてもらうことで敵に接近。敵の眼前でボールから飛び出して敵の体内に侵入し、巨大化して内部から粉砕する。ダミーのテンペラー星人を倒した。本物との戦いではウルトラ6兄弟全員がボールの中に入り、少年たちに投げてもらうことで6人全員が敵に接近してからの登場に成功した。
塩漬け作戦
塩の入った巨大な樽を出現させ、そこにモットクレロンを押し込んで塩もみすることで、養分を塩に吸い取らせて元の小さな怪獣に戻した。
餅つき作戦
巨大な杵を出現させ、モチロンを臼として餅を搗いて戦意を喪失させた。
豆まき作戦
節分の豆が入った升を出現させ、オニバンバに豆を投げつけてダメージを与えた。
ウルトラリバース
光太郎の状態で人間と一時的に一体化する。ウルトラ6兄弟共通の特殊能力。
ヒーロー光線（本編未使用）
額のビームランプから放つ溶解光線。企画書での設定ではエネルギーを激しく消耗する。内山まもるの漫画作品では幾度か使用している。
ガッツニードル（本編未使用）
拳から放つ、針状の連射光線。
ウルトラ噴流（本編未使用）
両手を合わせ、6色の煙を噴射する。
ダッシュワープ（本編未使用）
惑星から惑星に瞬間移動する。

#### 他作品への出演時に見せる能力
コスモミラクル光線
『ウルトラマン物語』で使用。ウルトラ6兄弟の力をウルトラホーンに集め、普通状態の数十倍の戦闘力を持つスーパーウルトラマンになったタロウが放った宇宙最強の光線。
タロウショット
『ウルトラマン物語』で少年時代に見せた、両腕をL字型に組んで発射する光線。岩石を砕くほどの破壊力しかない。一部資料では「ワイドショット」と表記される。成長に伴い、ストリウム光線を習得したために使用しなくなった。
トリプルスピンビーム
映画『ウルトラ6兄弟VS怪獣軍団』で使用した、ウルトラマンやセブンとの合体技。「トリプルスピンビーム!」と叫んで肩を組んで回転しながら、敵のエネルギーを中和させるアンチエネルギー波を放つ。怪獣帝王ゴモラのキャッチビームを無力化した。
ウルトラフラッシャー
『ウルトラ6兄弟VS怪獣軍団』で使用。「ウルトラフラッシャー!」と叫び、ウルトラマンのスペシウム光線やセブンのエメリウム光線とともに、ストリウム光線を同時に撃つ合体技。トリプルスピンビームで無力化したキャッチビームを破壊し、中に閉じ込められていたハヌマーンを救出した。
必殺光線一斉発射
複数のウルトラ戦士が光線技を一斉に発射する。
『ウルトラ6兄弟VS怪獣軍団』ではゾフィー、セブン、ジャック、エースの光線とともにストリウム光線を放ち、ゴモラを攻撃した。
映画『ウルトラマンゼロ THE MOVIE 超決戦!ベリアル銀河帝国』ではデルストの大群を倒した。
ウルトラチャージ
映画『ウルトラマンメビウス&ウルトラ兄弟』で使用した、緑色の光エネルギーを他のウルトラ戦士に分け与える能力。Uキラーザウルス・ネオと戦うメビウスやウルトラ兄弟の救援に現れた際、両腕からウルトラマンとセブンのカラータイマーに向けて放って回復させた。
三日月状光弾（名称不明）
右手から放つ三日月状光弾。OV『ウルトラマンメビウス外伝 ゴーストリバース』で牽制技として使用。
スーパーウルトラダイナマイト
『ウルトラギャラクシーファイト ニュージェネレーションヒーローズ』で使用した、ウルトラダークキラーを倒した技。ウルトラ5兄弟からエネルギーを分け与えられ、パワーアップした状態で使用。

### 装備・道具
タロウブレスレット
タロウが左腕に嵌めている、ウルトラハードスチールでできた攻撃機能を持つ小型ブレスレット。コスモリキッドに対して使用した小型で両刃の鋭い槍・ブレスレットランサー（ウルトラランサー）に変化する他、オカリヤンの口を封じるために使用されたリング状の光線・セット光線（リング光線）を放つ。劇中では2度使用されている。ブレスレットを変化させたのがランサーのみであったため、「タロウブレスレットは一度しか使用されていない」とする文献もある。
『ウルトラマンレオ』第34話に客演したウルトラマンジャックは、ウルトラブレスレットではなくこのタロウブレスレットを装着していた。
キングブレスレット
直径：1.6メートル 厚さ：55センチメートル 重量：3.5トン
第19話でウルトラの母から授かった、ダイヤモンドの1,000倍の硬度を持つウルトラ・メタリックガード超合金製のブレスレット。宇宙科学技術局が開発した。本体部のサークルクロスに、太陽エネルギーを吸収する王冠状のクラウントップやその中央のエネルギーコントロール装置であるウルトラ・パワーダイヤ、エネルギー放出機のウルトラ・バルブスターなどの様々なメカが搭載されている。
タロウのテレパシーを感知して変形させることで口輪やマジックハンド、水の入ったバケツに姿を変える他、ブレスレットリライブ光線やドライヤー光線を放ったり、タロウバリヤーを発動するなど数々の能力を持つ。
後のシリーズ客演時には一度も使用されていないが、映画『大決戦!超ウルトラ8兄弟』の初期プロット「ウルトラマンメビウス&ウルトラ兄弟2」では使用している。
本来はゾフィーが対バードン戦で使用する予定だったとも言われている。
口輪作戦
ブレスレットを巨大化させてバードンの嘴にはめ、締め付けて火炎攻撃を封じた。グロンの口を塞いだこともある。
放電能力
ブレスレットを敵に投げつけて、敵に命中すると同時に大電流を流す。バードンに数回ダメージを与えて撤退させた。
分身作戦
ブレスレットの力で2体に分身する。飛行しながらバードンに使用し、撹乱させて大熊山に激突させて倒した。
再生能力
ブレスレットからリング状のリライブ光線を放ち、ハンターに殺されたチンペを生き返らせた。また、パンドラの傷も癒した。
タロウバリヤー
上記の技とは異なり、ブレスレットから半球状のバリヤーを発生させる。メフィラス星人（二代目）の「アイリスレイ」を防いだ。
ウルトラチェーン
ブレスレットの力でロープを金属の鎖に変え、電流を流す。再生エレキングの弱点の角に絡めた縄を鎖に変え、全身のパワーを全開させる「ウルトラパワー」で角を引き抜いた。
毒素消去能力
ブレスレットから放射する解毒光線。マシュラの毒でキノコ人間にされた人々を元に戻した。
ドライヤー光線
ブレスレットから放射する高熱エネルギー。熱に弱いマシュラを倒した。
ウルトラ解凍
ブレスレットから高熱を発し、氷を溶かす。グロストに凍らされたタロウを解凍した。
クリスマスツリー
ブレスレットの念力波で東京タワーに飾りをつけてクリスマスツリーに変えた。第38話で使用。
ウルトラランス
別名・タロウランス。ブレスレットの力で、タイラントから奪った鞭を光の槍に変えて投げつけて突き倒した。
サクラ
ブレスレットの念力波で開花した桜の枝を作り出した。第41話で使用。
バケツ
ブレスレットが変形した、水の入った青いバケツ。酔っ払って暴れるベロンに水をかけて酔いを醒ました。
このバケツは2006年に発売されたウルトラ超合金のタロウ、2013年に発売されたULTRA-ACTのウルトラの母におまけとして付属。
マジックハンド
ブレスレットが変形したマジックハンド。オルフィのへその中に隠れたカーン星人をつまみ出した。
ウルトラベル
厳密に言えばタロウの装備ではないが、ムルロアとの戦いで使われた。ウルトラの国のウルトラタワーに収められている奇跡の鐘。無限のエネルギーを秘め、鳴らすことで神秘の力を発揮する。ウルトラ長老が作り上げたもので、3万年前にエンペラ星人の怪獣軍団がウルトラの国を襲った際、ウルトラベルの奇跡で撃退したと言われている。ウルトラタワーの「正義の炎」に守られているため、タロウはウルトラ兄弟と合体してスーパーウルトラマンになってベルを入手。ムルロアの吐き出したアトミックフォッグに覆い尽くされた地球をベルの奇跡で黒煙を打ち払った。ゲーム『ウルトラマン Fighting Evolution Rebirth』では敵を小さくしたり、相手の体力を減らすといった効果もある。

### 生い立ち
学年誌での設定に基づくが、すべてが現在も活かされているとは限らない。
誕生
誕生時は元気な大きい赤ん坊で、その大きな泣き声にウルトラの父もウルトラの母も驚いた。光の国では子供の成長が早いが、タロウの場合は顕著だった。生後2週間で歩けるようになり、さらに1カ月後には喋れるようにもなった。イタズラ好きでウルトラの父にゲンコツされるとすぐに泣き出した。
子供時代
従兄のセブンとはよく一緒に遊んでいて、セブンとは歳が3,000歳しか違わなかったためにいい遊び相手だった。タロウは力が強くて少し乱暴な子で、心配したウルトラの父が宇宙から善良な怪獣を連れて来て育てさせると、タロウはこれをとてもかわいがり、これがきっかけで優しい子供になった。遊びが大好きで空中公園のガキ大将でもあり、他の子供たちにも人気があった。8歳の時、12トンもある石を持ち上げたことがある。
学生時代
約3,000年前、学校に入学。ウルトラの父と母の実子とあって勉強と体操が得意で、勉強を皆に教えてやったこともあり、子供オリンピックの飛行競争で優勝経験がある（地球にはこのころ、遠足で一度訪れている）。学科は平均して成績優秀で特にロボット学と宇宙怪獣学を得意とし、合計点は750点。また、一番に卒業している。この時の校長はゾフィーだった。
卒業後
技を磨くため、様々な惑星を訪れては凶悪怪獣と戦った。L・P星雲で体重が200万トンもある嫌われ者の怪獣デスガドンを倒し、アンドロメダ星雲で怪獣ダイヤキングを捕らえて宇宙墓場に連れていった。
現在
プラズマ核融合装置にいた時、怪獣ギロンガを倒した。その活躍を見ていたゾフィーからウルトラ6番目の弟に選ばれ、地球に派遣されることになった。そして、テレビシリーズの展開に繋がっていき、現在に至る。

### デザイン・造型
デザインは井口昭彦。セブンの姿をベースとし、セブン同様、額のビームランプと大きな突起を持つ。ウルトラホーンはウルトラの父の角が好評であったことから取り入れられた。デザイン画では、耳の後ろから後頭部にかけて段差が存在し、最初期に作られたスーツには画稿どおりの段差があったが、以降の造型では省略されている。胸にはカラータイマーを備えている。
マスクの原型は、『ゴジラ』などの石膏班スタッフだった照井栄が開米プロの依頼を受けて製作した。照井によれば「頭（マスク）が大きいので170センチ以上あるスーツアクターを入れてほしい」とプロデューサーの熊谷に伝えたとのこと。
姿が似ていることから俳優・京本政樹が、本作品の第40話と『ウルトラマンレオ』第1話のセブンの着ぐるみは、タロウの着ぐるみを改造して使用されたため、その名残で耳が付いていないと著書『京本政樹のHERO考証学』（1992年、バンダイ）で述べている。だが、昭和末期に発行された円谷プロファンクラブ会報誌に「アトラクション用セブンに電飾をした物」と記述されている。
初期のスーツは、スーツアクターの身長に合わせるための暫定的処理として、スーツの膝部分に繋ぎ目があった。中期からは目の全体が黄色に変更され、スーツの赤も濃くなり、繋ぎ目もなくなった。後期からは以前よりも胸の筋肉が強調していると思われ、カラータイマーや目の電飾などの発光用電池が左脇に内蔵された。
第6話・第7話の特技監督を務めた川北紘一によれば、同話数の撮影時はタロウのスーツが1着しかなく、スーツ待ちが生じていた。

### 関連する能力を持つ戦士
ウルトラマンギンガストリウム
ウルトラマンギンガは、ウルトラ6兄弟の力を宿したストリウムブレスでこの形態に変身する。
ウルトラマンオーブ バーンマイト
ウルトラマンオーブ ストリウムギャラクシー
ウルトラマンロッソ フレイム
ウルトラマンブル フレイム

### 他作品での活躍
『ウルトラマンメビウス』以降の作品では主に石丸博也が声を充てている。本項では特に記載がなければ石丸が声を担当。
映画『新世紀ウルトラマン伝説』
- 声：なし

他のウルトラ戦士とともに、天空魔と戦った。

映画『新世紀2003ウルトラマン伝説 THE KING'S JUBILEE』
- 声：なし

他のウルトラ戦士とともに、ウルトラマンキングの誕生日を祝福。

『ウルトラマンメビウス』
第1話（イメージのみ）、第24話、第29・30話、第50話、劇場版、OV『ウルトラマンメビウス外伝 ゴーストリバース』に登場。
本作品の最終回（第53話）で人間・東光太郎として生きることを選び、その後も地球での生活を続けていたが、上述のように物語開始＝メビウスが地球防衛に就く20年前（1986年）にヤプールを封印したウルトラマン、セブン、ウルトラマンジャック、ウルトラマンAの4兄弟に代わって光の国に帰還。セブンの後を継いで宇宙警備隊の筆頭教官に就任し、後進の指導に当たっている。メビウスも教え子の1人であり、タロウも彼同様に地球での戦いを通して大きく成長を遂げた。また、件の4兄弟やゾフィーとともにウルトラ兄弟の中でも伝説的存在とされる「ウルトラ6兄弟」の1人にカウントされている。
劇場版ではUキラーザウルス・ネオ出現時、ゾフィーとともに登場。メビウスや件の4兄弟にエネルギーを分け与え、Uキラーザウルス・ネオと戦った。第24話でヤプール復活を察知してメビウスの救援に向かおうとしたが、ゾフィーによって制止を受ける。
第29・30話で地球に迫る脅威を察知したウルトラの父からの命により、メビウスが来たるべき戦いのための力を蓄えるまでの間、代わりに再び地球防衛に就くこととなった。しかし、メビウスがGUYSの思いを受けてインペライザーを倒したのを見て彼らの絆と成長を認め、メビウスに引き続き地球で戦うことを許した。
第50話では件の4兄弟、レオとアストラ、ウルトラマン80と協力し、エンペラ星人の力で太陽を覆い尽くしていた黒点を消滅させた。
『ゴーストリバース』では、怪獣墓場にてエース、メビウス、ウルトラマンヒカリとともに、復活した暗黒四天王（ヤプールの怨念が乗り移ったメビウスキラー、デスレム、グローザム、アーマードメフィラス）と戦い、エンペラ星人復活を阻止した。
着ぐるみは新規造型。マスクの造型にはウルトラマンマックスでのノウハウが取り入れられており、マックスでは実現できなかった目の真ん中に覗き穴を開けた形状での発光が可能となっている。
第29話はゾフィーが登場する予定だったが、ゾフィーの立場が確定していなかったためにタロウに変更された。
また、本作品での「宇宙警備隊の筆頭教官として後進の指導に当たっている」「ウルトラ6兄弟の1人にカウントされている」という設定は以降の作品にも継承されている。

映画『大怪獣バトル ウルトラ銀河伝説 THE MOVIE』
ウルトラマンベリアル復活時、（返り討ちにされたが）宇宙警備隊訓練生を率いて真っ先に立ち向かった。ベリアルの攻撃からウルトラの父とウルトラの母を庇い、ベリアルがプラズマスパークタワーからエネルギーコアを奪った後、残されたわずかな光をウルトラダイナマイトの応用技で守りながら凍結した。そして、ウルトラマンゼロがベリアルを倒してエネルギーコアを取り戻したことで復活した。

映画『ウルトラマンゼロ THE MOVIE 超決戦!ベリアル銀河帝国』
アナザースペースに旅立つゼロに他のウルトラ戦士とともにエネルギーを与えた後、光の国を襲撃したダークロプス軍団を迎え撃つ。

『ウルトラマンギンガ』
- 声：石丸博也 / 松本健太（少年時代）

レギュラーキャラとして登場。他のウルトラ戦士とともにスパークドールズにされたが、辛うじて自我を残しており、降星町で出会った礼堂ヒカルたちをサポートする。会話やある程度動くことができる他、ウルトラ念力やテレポートを駆使する。自身が元の姿に戻れないことを「早く大きくなりたーい」と嘆く、力尽きた際に布団で寝たり正座で卓袱台の前に座るといった一面を見せるなど、コミカルな一面も見せる。
第11話（最終回）で、降星町の人々の手に出現したギンガライトスパークの力で復活し、ダークルギエルと戦った。自身の敗北と引き換えに光をギンガに分け与え、ダークスパークの力で人形に戻されるが、復活したギンガによってルギエルが倒された後は、怪獣たちやギンガとともに宇宙に帰っていった。

『ウルトラマンギンガS』
『ウルトラマンギンガ』第11話のダークルギエルとの戦いの後、宇宙をスパークドールズの状態で彷徨っていた。『ウルトラマンギンガS』の前日譚である『新ウルトラマン列伝』第54話で地球の新たな危機をギンガからのウルトラサインで知り、ウルトラ5兄弟から力を授かった上で地球に向かう。
『ウルトラマンギンガS』第3話で負傷を押して戦おうとするヒカルの前に現れ、ウルトラ6兄弟の力をストリウムブレスという形で授けた。ギンガストリウムが使用できるタロウの技はストリウム光線とブルーレーザーで、ストリウム光線が6兄弟の技の中で最も使用頻度が高い。ストリウムブレスに変身後もヒカルやショウ / ウルトラマンビクトリーと何度も会話し、2人を激励する。
ビクトルギエルを倒した後、「君が呼べばいつでも助けに来る」とヒカルに告げて再び宇宙の彼方に去っていった。
後日譚である『劇場版 ウルトラマンギンガS 決戦!ウルトラ10勇士!!』では登場していないが、ゼロからその存在について言及されている。

『ウルトラマンオーブ』
直接登場していないが、かつてマガグランドキングを封印していた。第2話でマガグランドキングがウルトラマンオーブに倒された際、タロウの力はフュージョンカードとしてクレナイ・ガイの手に渡った。第3話以降、オーブがバーンマイトに変身する時にイメージとして登場。
最終回（第25話）では他のウルトラ戦士とともに、フュージョンカードの絵柄で実体化（タロウ本人が登場したわけではない）。彼らやオーブとともに、ストリウム光線でマガタノオロチに止めを刺した。

『ウルトラマンジード』
第1話と劇場版に登場。
第1話では他の兄弟やゼロ、宇宙警備隊訓練生とともにベリアルと戦った。劇場版ではジャグラス ジャグラーの回想にのみ登場し、宇宙警備隊訓練生とともにギルバリスと戦った。
この他、ウルトラマンジード ロイヤルマスターが第17話でブラザーズシールド、第18話でストリウムフラッシャーを使用した際にそれぞれ、イメージとして登場。

『ウルトラマンR/B』
タロウ本人は登場していないが、火のエレメントを宿したタロウクリスタルが登場。湊カツミがウルトラマンロッソ フレイム、湊イサミがウルトラマンブル フレイムに変身する際や、2人がウルトラマンルーブに合身する際にそれぞれ、イメージとして登場。

『ウルトラマンタイガ』
第0話、第1話、第13話（イメージのみ）、第16話、劇場版に登場。作品のメインヴィランであるウルトラマントレギアとは若いころからの親友であったことが判明する。
第0話では、ウルトラ兄弟（件の4兄弟とレオ）と怪獣兵器の戦い、メビウスとメカザムの交流、ゼロとカイザーダークネスの戦いをタイガに見せ、ウルトラマンとしての心得を説いた。
第1話ではウルトラマントレギアと交戦。
第16話ではタイガの回想に登場。タイガにトレギアとともに共同開発したタイガスパークを授け、仲間とは何かを説いた。
劇場版では宇宙遺跡ボルヘスでトレギアと再会するが、既にトレギアからグリムドが離れていることを知って地球に駆けつける。タイガたちと戦うグリムドにウルトラダイナマイトを放つが、逆にそれを利用したグリムドに憑依されて闇に堕ちてしまう。タイガたちに襲いかかるが、タイガの放ったウルトラダイナマイトで正気に戻り、タイガにニュージェネレーションヒーローズの力を集めるように指示する。
『ウルトラギャラクシーファイト』
『ウルトラギャラクシーファイト ニュージェネレーションヒーローズ』
ニュージェネレーションヒーローズに対してウルトラ6兄弟を代表する形で接しており、「頼もしい仲間が増えた」と彼らに期待を寄せた。また、ニュージェネレーションヒーローズとウルトラダークキラーとの決戦時、彼らの力をギンガストリウムに集めるように指示した。
『ウルトラギャラクシーファイト 大いなる陰謀』
- 声：石丸博也 / 森久保祥太郎（若き日のタロウ）

悪に堕ちる前のトレギアとの交流が描かれる。
『ウルトラギャラクシーファイト 運命の衝突』
- 声：森久保祥太郎

『ウルトラマンZ』
第6話で回想に登場。ベリアルとの戦いでベリアルの左肩を負傷させていたことが明かされた（映像は新撮）。
この他、タロウメダルが登場。ウルトラマンゼットがベータスマッシュに変身する際、イメージとして登場。

## 主な登場人物

### ZAT隊員
東 光太郎（）
本作品の主人公で、22歳の明るく活発な好青年。正義感が強く、生身で怪獣に飛びかかるというやや無鉄砲で破天荒な行動を見せる。
身寄りはなく天涯孤独の身（第1話）。
世界中を旅した後、白鳥船長のタンカーに便乗して日本に帰国。オイルドリンカーやアストロモンスに立ち向かった勇気と行動力を評価されてZATに入隊後、アストロモンスの攻撃によって瀕死の重傷を負ってしまったが、ウルトラの母とウルトラ5兄弟の導きでウルトラの国に運ばれてウルトラマンタロウと一体化して復活する。
普段は恩人でもある白鳥船長の家に下宿しており、白鳥船長の子・さおりや健一とは本当の家族同然に仲がよく、健一からは兄のように慕われている。また、その明るく子供好きな性格でZATの仲間たちとも良好な人間関係を築き上げ、事件の渦中で知り合った子供たちとも心を通わせる。
元々はボクサー志望だったため、ZATに入隊後もボクシングジムに通い、朝のロードワークを欠かさず行っていた。第10話では、減量に耐えながら臨んだ日本アマチュア新人王戦で見事にKO勝ちした。ボクシングは自分のため、最後の最後まで戦い抜くためにやっている。
第53話で白鳥船長を失って心が荒んだ健一に真の勇気を示すと同時に、自身もタロウの力に頼らずに生きることを決意。ウルトラバッジをウルトラの母に返し、タロウに変身せずにバルキー星人を倒した後、ZATを退任して銀座の雑踏の中に消えていった。
『ウルトラマンメビウス』以降の作品にタロウが登場しているが、篠田が出演していないために光太郎は登場していないと同時にその後についても説明されていない。本放送終了後、学年誌ではウルトラバッジの返還時にタロウと分離していたと解説されていた。
「ザ・ウルトラマンメビウス」によると、物語開始＝メビウスが地球防衛に就く20年前にヤプールを封印したウルトラ4兄弟に代わってタロウとして光の国に帰還している。しかし、「ウルトラマンメビウス&ウルトラ兄弟2」では光の国に帰還したのはタロウだけであり、光太郎は分離していた。
- 企画書では姓の読みがあずまだった。

朝日奈 勇太郎（）
年齢42歳。ZAT極東支部の隊長。
第1話で光太郎の勇気と行動力を見込み、ZATに入隊させた。また、白鳥船長とは親友であり、これが縁で光太郎に白鳥家への下宿を命じた。
前夜に何を食べたかで出動メンバーを決めたり、第3話でコショウ1トンを使って光太郎を救出するなど、ユニークさも多く見せた。その一方、第5話では怪獣撃退を優先する地球警備隊のスミス長官とZATの鮫島参謀に真っ向から刃向かってイニシアチブを奪ったり、第35話では「女児が欲しがる物は何か」というところからカタン星人の罠を見破るなど洞察力に優れる一面が見せたこともあった。
様々な任務を抱えていたため、現場はおろか第9話以降は極東支部の作戦室にも姿をあまり見せなかった。
男性隊員のユニフォームは胸のラインが赤に白の縁取りが施されているが、朝日奈（隊長）のみ黒に金（後に白）の縁取りである。
第19話でバードンの各地の被害によって、上層部との会議で厳しい叱責を受けていた。
第53話で光太郎が再び旅立っていく際、握手を交わして送り出した。
- 企画書での名は橘 勇（）。

荒垣 修平（）
年齢29歳。朝日奈隊長に代わり、現場で部隊の実質的な指揮を執ることが多いZAT極東支部の副隊長。
鷹揚で懐の広い人物であり、的確な命令を下す判断力とそれらに裏打ちされた厚い人望を持つが、時折冗談を言ったりかわいらしい一面も見せる。髭を生やしていたり、第8話からサングラスをかけていたりした時期もあった。大食漢であり、それは第2話の作戦会議中におにぎりとカレーライスを一緒に食べるほど。第50話を最後に宇宙ステーションに転任し、極東支部を離れた。第53話で光太郎と隊員たちとの別れ際、「荒垣さんにもよろしく」と存在に触れられていた。
第33・34話では、ウルトラマンが身体を借りた。
二谷 一美（）
第51話から登場。宇宙ステーション勤務になった荒垣に代わって、極東支部に赴任してきた新副隊長。
涙もろく負けず嫌いで、第52話では副隊長は免除される隊員の体力テストを受けて若い隊員たちに威厳を見せつけようとひたすらマラソンやベンチプレスのトレーニングに勤しんでいる。
わずか3話の登場だったが、第52話ではドロボンを倒す活躍をしており、隊長と副隊長の中では唯一スカイホエール、コンドル1号、スーパースワローの3機すべてに搭乗している（朝日奈と荒垣はスーパースワローのみ搭乗していない）。主にスーパースワローを指揮官機として好んで搭乗する。
北島 哲也（）
年齢27歳。隊員のリーダー的存在で、副隊長の次に作戦指揮権がある。情報分析と、それに基づく兵器やマシンの開発を担当。
弁当は忘れても釣り道具は忘れたことがないほどの、大の釣り好き。兄弟がいるらしく、本人は長男だという。普段は東京都内のアパートで独り暮らしをしている。
第33・34話では、ウルトラセブンが身体を借りた。
- 企画書では光太郎のライバル的存在として設定されていた。

南原 忠男（）
年齢22歳。九州・宮崎県出身。「太陽の子」を自称しており、それは伊達ではない明るい性格のムードメーカー。戦闘機の操縦や射撃の腕は一流。パトロールなどでは光太郎とコンビを組むことが多い。
実家に母親・たかがいる。また、第51話では許嫁の珠子と結婚した。
第33・34話では、ウルトラマンジャックが身体を借りた。
西田 次郎（）
年齢19歳。放電作戦が得意な若手隊員。一応は、第1話で入隊した光太郎の先輩であるが、年齢が自分より上の光太郎を兄貴分として慕っている。
第8話で宇宙ステーションV9に転任するが、第13話ではナビゲーターとして再登場。
第42話の準備稿では再登場が予定されていた。
上野 孝（）
年齢18歳。第8話から登場し、西田隊員に代わって極東支部に赴任してきた最年少の隊員。
西田とは異なり、正真正銘の光太郎の後輩に当たるため、本人も光太郎のことを良き先輩（兄貴分）として慕っていた。第25話でムルロアをAZ1974で撃退する活躍を見せる。第35話をもって登場しなくなる。
第33・34話ではウルトラマンAが身体を借りた。
森山 いずみ（）
年齢18歳。ZAT極東支部の女性隊員。気配りがよい女性で、お茶やアイス、ガムを隊員に用意したりする。
主にオペレーション業務を担当し、情報処理が得意だが、戦闘機の操縦や白兵戦の腕も一級品。初めての実戦参加は第8話だが、その戦闘能力の高さは朝日奈をも驚かせ、以後は男性隊員の白兵戦を上空から支援するためにスカイホエールを駆ることも多い。
第11話では、光太郎の頼みで留守のさおりの代わりに白鳥家に泊まって家事を務めている。第38話で光太郎との婚礼を夢見ているという描写がある。

### 白鳥家
白鳥 潔（）
年齢42歳。第1話のみ登場。光太郎が日本に帰国する時に乗船した、大型タンカー「日日丸」の船長。白鳥姉弟の父親でもある。普段は世界を航海しているため、家にいないことが多い（第7話ではペルシャに滞在）。妻は既に他界している。
臨時乗組員だった光太郎を正式雇用するつもりだったが、光太郎がこれを辞退したため、実現しなかった。朝日奈隊長とは親友であり、このことが縁で光太郎が白鳥家に下宿することとなる。
光太郎を日本に送り届けてから1年後となる第53話で、帰国途中に三浦半島沖でサメクジラに殺された。
白鳥 さおり（）
18歳→19歳。白鳥船長の長女である女子大生。弟の健一や居候の光太郎と3人で暮らし、母が既に他界しているため、家事をしっかり切り盛りする女性。ソフトボール経験があり、運動神経がいい。
光太郎に深い想いを寄せているが、光太郎が他の女性といることに対してヤキモチを焼いたり、森山隊員に対してライバル心を抱いたことがないなど、人間ができているような節がある。
第53話で光太郎が再び旅立っていったため、光太郎と結ばれることはなかった。
- 企画時の名はかおり。

白鳥 健一（）
白鳥船長の長男にして、さおりの弟でもある明朗快活で勇敢な小学5年生。
光太郎とタロウに憧れ、光太郎を兄のように慕っており、第28話では光太郎に頼まれてエレキング（再生）捜索に協力している。光太郎との繋がりで、ZATの隊員たちとも親交がある。
成績はいいと言えないが、テストで85点を取ったことがある（第31話）。第27話では少年野球チーム・旭丘トパーズに所属している描写が描かれた。
家庭環境を憂鬱に思ったことはなく、潔が船長であることを誇りにしている。第53話で潔がサメクジラに殺されて心が荒んでしまったが、自分の力で困難に立ち向かう真の勇気を光太郎から教えられ、強く生きていく決意をした。
光太郎がタロウであることを確定的に知った、唯一の人物でもある。
演じた斎藤信也が実際に変声期だったため、次第に声が変わっていった。
- 『大決戦!超ウルトラ8兄弟』の初期プロット『ウルトラマンメビウス&ウルトラ兄弟2』では、成人して登場していた。

### その他
スミス長官
第5話に登場。地球警備隊・極東支部の長官。オロン島が彼が統括する区域にあることや、怪獣が産卵・繁殖して数が増えれば危険であること、船舶が既に撃沈されていることなどを理由にトータス夫妻への殲滅命令をZATに命令するも、全く聞き入れずに生かそうと主張するZATに「被害が出たら全責任はZATに負ってもらう」と怒り、「もうZATには頼まない」とZATの作戦を逆手に取った上で攻撃艦隊を差し向ける。そして、トータス夫妻がオロン島に戻ったのを見計らって総攻撃し、オロン島を沈没させた。
鮫島参謀
第5話に登場。腰巾着のようにZATにトータス夫妻攻撃を命じたが、反発して長官を怒らせたことに対して朝日奈を激しく非難。
大谷博士
第33・34話に登場。ZATに協力した宇宙権威の第一人者で、以前からテンペラー星人の存在を認知していた。栄一という息子がいる。ゾフィーに身体を借りられた。
南原 たか（）
第13話と第51話に登場。宮崎に住む南原隊員の母親。彼女の明るくハイテンションな性格は、忠男にも受け継がれている。タロウのことを「タロウさん」と呼んでいた。近眼であり、メガネをかけないと何も見えない。第51話で忠男の許嫁・珠子を連れて上京した。

## ZAT
ZAT（）とは、"Zariba of All Territory"の略で、地球外からの侵略行為に立ち向かう宇宙科学警備隊である。
本部はニューヨークの国連本部内に存在し、支部はアメリカ、アルゼンチン（南米）、フランス（フランス）、南アフリカ連邦（アフリカ）、日本（極東）、北極の6ヵ所にある。
後述のようにアットホームな雰囲気を見せ、ユーモラスな作戦を展開するが、戦闘力と知力を兼ね備えた精鋭であり、コスモリキッド、再生前のデッパラス、シェルター、ムルロア、ベムスター（改造）、ベロクロン二世（改造）、ドロボン、バルキー星人といった強敵を撃破する実績をあげている。単独の巨大怪獣撃破数は、ウルトラシリーズの歴代防衛チームの中で科学特捜隊（10体）に次ぐ戦果を挙げている。また、他の防衛チームでしばしば見られた隊員同士の対立の構図がほとんどなく、基地の司令室で飲食したり、将棋を指しているところが描かれたり、市民と草野球やバレーボールに興じたりと、明るくアットホームな雰囲気が貫かれた。
極東支部も各国と連携をとりながら、作戦行動を行っている。宇宙ステーションも複数存在する。
既述の通り、隊員の交代が多いが、同時に劇中の世界がこれまでのウルトラシリーズに比べて広がっている。第13話でZATが九州で演習を行う時、宇宙ステーションに転勤した西田隊員が連絡係として再登場。さらに第27話では、マンダリン草を探すために世界各地のZAT隊員が登場、航空機ドラゴンには通常のZAT制服とは異なる隊員が搭乗していたり、ZAT基地にも森山隊員の他に多くの女性隊員が勤務していた。さらに、第40話では木星にも宇宙ステーションが確認されている。放映開始時における一般男性隊員の苗字は、主人公である東を始め、西田・南原・北島と方角にちなんで命名されている。
また、第5話には地球警備隊が登場しているが、ZATとの詳しい関係性は不明。劇中では極東支部所属の戦力として、空母を含む艦隊が登場した。また、キングトータスとクイントータスが棲息していたオロン島を管理下に置いている。
ZAT極東支部の一番の特徴は豊富な作戦である。個々の怪獣の特性を見極め、それぞれに対応する作戦を編み出して遂行していく。失敗も多いが、発想は実に柔軟である。
書籍『ウルトラ超兵器大図鑑』では、独自のSF的考証（本書注意書きより）でそれらの兵器はヤプール大戦中のTACの時代に盛んに行われた異星の技術研究から生まれたものであり、コンドル1号やスーパースワローの穴の開いた両翼は「重力制御コイル」という装備が搭載されているためと解説されている。
隊員たちは半年に一度、体力テストで審査される。これは科学的知識はもちろん、常に隊員たちが強靭な肉体を要求されるためである。ただし、隊長と副隊長は体力よりも指揮能力が問われるため、この審査は免除されている。
- 企画書や、放送開始前に作成されたマーチャンダイジング契約のための資料「ウルトラマンジャック（仮題）」では名称が宇宙科学警備隊としか記載されておらず[1]、3番目の企画書「ウルトラマンジャック」や「ジャック（仮題）」では「JAC」のロゴが掲載されている[出典 13]。

### 極東支部基地
ZAT極東支部の所在地は、東京都千代田区霞ヶ関1丁目1番地1号にある。
円盤状の基地本体部と、地下に置かれた各メカの格納庫、本体部と格納庫を繋ぐシャフト状のタワー部で構成されている。本体部には、隊員たちの司令室をはじめ、コンピューター制御室、応接室、兵器開発区、居住区、情報区、発進ゲートなどがあり、各航空戦力はタワー内部の回転式エレベーターで本体部までリフトアップされる。緊急事態の際は、本体部が底面からジェット噴射を行い空飛ぶ円盤として機能し、危機を回避することが可能（下部タワー部分は地下へ格納される）。この機能は本来、地下格納庫から直接発進するアンドロメダの打ち上げを妨げないためのものと思われるが、第1話と第10話で怪獣に襲われた際にのみ使用された。
この基地の隣には、事務セクションのオフィスビルも存在する。
一般市民による本部の見学は可能だが、その際には1週間前までには申し出て怪獣や宇宙人が変身・憑依していないかのチェックを受けなければならない。
- デザインは鈴木儀雄が担当[130]。企画時には宇宙科学警備隊という設定であったため、本体部が緊急時に離陸するのは宇宙ステーションを意識したものとなっている[130]。
- 司令室のセットは『ウルトラマンA』のTACの改造で、追加パーツなどでさらに派手な方向性に展開された[131]。

### 装備
ZATの装備品（航空機、車両、隊員服、武器など）には、曲線、曲面を多用したラインと、先端部に設けられた球状の突起といったデザイン上の一貫した特徴がある。

#### 隊員服
白のラインが入った赤と紺の明るいイメージの配色のユニフォームで、上下セパレートタイプのつなぎ式。高い耐久・耐熱・耐寒性・防弾機能を持つが、光太郎の隊員服は激戦でボロボロになることが何度もあった。また、女性隊員の隊員服は赤と紺だけでなく、白も取り入れたミニスカートのワンピースタイプである。朝日奈隊長の物のみ、胸のラインが黒となっている。
- 娯楽作品であることを強調するために玩具的なイメージでデザインされたが、機能性がやや希薄になってしまった[135]。また、布地には硬めのジャージが使用された[135]。

#### 銃器類・特殊装備
ZATヘルメット
耐熱、耐圧性に優れており、頑丈なバイザーが装備されているほか、高性能通信機が内蔵されている。
- 『緊急指令10-4・10-10』の電波特捜隊のヘルメットが改造されたものである。当初は、耳カバーの下部にアンテナが取り付けられていたが、撮影開始時にNGとなった。

ZATシーバー
隊員たちが常に左腕に装備している腕時計型通信機で、非番の隊員もこれを使って本部との定時連絡を行っている。

ZATガン
ZAT隊員が携帯する拳銃。小型ながら人間大宇宙人を一撃で爆破させるなど強力な破壊力を誇り、スカイホエールなどの航空機が撃墜された後の地上戦など全編を通して活躍した。エネルギータンクを大容量化したことによって、攻撃の持続力がアップしたが、その反面銃身の重さが増加している。先端のカートリッジの付け替えによって実弾やレーザー光線、ガスなどの機能切り替えが可能だが、第6話ではレーザー光線でジレンマ、第17話では実弾でケムジラを巨大化させてしまっている。
- 後に『プロレスの星 アステカイザー』に流用された。

携行用無反動砲
第2・3話で使用した先端の大型ミサイルを発射する単発式の大型無反動銃で、発射時の衝撃が体にかからない。別名・ZATブラスター。
大型機関砲
1秒に100発の弾丸を速射する大口径マシンガン。
スーパーナパーム（火炎放射器）
肩に背負った点火剤入りの燃料タンクと併用する火炎放射器で、長時間放射できる。第1話・3話で使用。
X線レーダー
第2話で登場した電子装備。地上に設置した小型パラボラアンテナからX線を放射し目標内部を透視する。ライブキングに飲み込まれた光太郎を探知した。
ZAT探知機
第6話でジレンマの追跡に使用した装置。
ZATマイティ
殺虫ガスだけでなく火炎放射、遠方への熱湯の噴射も可能。第9話でビルに巣食っていた大蟻を駆除するために使われたが、ノズルを溶かされてしまう。第14話で同じモデルの機関銃タイプが確認できる。
地雷
第14話でエンマーゴ攻撃のために仕掛けた。
ZAT手榴弾
第19話でバードンに対して使用した小型手榴弾。
ZATバズーカ
第22話のパンドラ攻撃時に登場したバズーカ砲。大型だが、軽量で扱いやすくできている。
王水銃
第23話で使用された大型王水銃。ロードラに対し、塩酸と硝酸の混合液である王水で攻撃したが、ロードラの逆襲によって逆に王水銃自体が溶けてしまい作戦は失敗した。
トロン爆弾
第24話に登場した新型爆弾で、ヨーロッパの某国が開発した物であってZATの装備ではない。「人類終末兵器」と呼ばれるほどの凄まじい威力を持っており、実験の標的となったムルロア星は一撃で破壊された。しかし、この実験によってムルロア星の生物が突然変異を起こし、怪獣ムルロアが誕生してしまった。
AZ1974
第25話に登場した特殊爆弾。威力は絶大だが、未完成のために遠隔起爆などはまだできない。
スプレー銃
第26話に登場した特殊銃。特殊な液体を噴射してムカデンダーが吐く糸を溶かした。
植物トランシーバー
第31話で登場した装置。植物の放つ電波を人語に翻訳する機能を持つ。
ZATベル
第36話に登場した防犯用の装備。地面に落ちると大きな金属音を出す。
ZAT特殊ガン
第42話に登場した銃。光太郎の後輩・島田がこれを使ってアンドロイド聖子を撃った。

#### 航空機
各機の青い部分は初期はメタリックブルーであったが、後半は濃紺となった。
- コクピットは、『帰ってきたウルトラマン』のマットアローのものの改造、大型機は『ウルトラマンA』のタックファルコンのものを流用している[16]。

スカイホエール
「空飛ぶ鯨」の異名を持つ主力大型戦闘機で、前線では指揮・管制を司る移動司令室にもなる。また、兵器の空輸や偵察といった任務にも使われる多用途機である。下記の作戦に使われる装置は大抵この機で空輸され、2段の水平尾翼が外見上の大きな特徴となっている。大気圏離脱・突入と宇宙空間での航行、さらに垂直離着陸も可能で、機内の化学部分析室の合成機で即座に薬品調合や白酒の合成も行う。主武装はベロクロン二世（改造）を倒した機首のレーザービーム砲、両主翼下部にぶら下げている箱形のミサイル / ナパーム弾ランチャー、クレーン、この他にも機体下部より各種オプション兵装、装置などが格納可能という特長から、様々な作戦や作戦後の攻撃などの要になっている。
- デザインの原型となった、コンドル2号が存在した。

コンドル1号
主力高速戦闘機。劇中では「コンドル」と呼称される。スカイホエールとペアでの出撃が多く、折り畳み可能のリング状の主翼が特徴的。偵察用カメラと高性能レーダーを搭載し、高度2万メートルまで飛行可能なため偵察任務にもよく使用されたが、大気圏離脱および宇宙空間の航行は不可能。自爆機能もあり、主力武装は機首のレーザー砲と主翼中央に付いているZATミサイル。この他にも作戦のために胴体下部にもオプション装備が可能。尾翼上部のミニコンドルは分離して自立飛行が可能（劇中未使用）。
第37話では、2機登場している。
- 企画時は劇中と同様に「コンドル」という名称であった。
- 主翼のカーブは、蒸気でベニヤを曲げて固めている。大、中、小の3種類のミニチュアのうち、木製の中サイズのものは、特撮監督の原口智生がベニヤやバルサを削り出して修復している。初期はメタリックブルーであったが、約3回以上塗り直された後、円谷プロの倉庫に廃棄されかかっていた中サイズのミニチュアは濃紺になっていたといい、修復時に再度メタリックブルーに塗り直された。

スーパースワロー
旋回性能に優れ、小回りのきく高性能小型戦闘機。長時間強力噴射できるロケットモーターで大気圏離脱や宇宙空間の航行、宙返りや背面飛行などアクロバティックな飛行も可能。固定武装は機体下部についているミサイル。

ドラゴン
第27話に登場した小型高速ヘリコプター。球状のボディのコクピットからの視界が広いため、主に捜索や偵察に使われた。機体上部の3枚のローターで上昇し、ジェットエンジンによる推力追加が可能。フロートが付いていて海上着水も可能。
- ミニチュアは、『ウルトラマンレオ』の「マック特殊ヘリコプター」にリペイントされて使用された。
- 当初のデザイン画は近未来的なデザインだった。

アンドロメダ
船体の周囲に3基のロケットエンジンを配置し、光子力エネルギーで飛ぶ宇宙航行用大型ロケット。ハイパーミサイル、プラズマミサイル、宇宙魚雷など多彩な武装を持ち、恒星間航行も可能。オープニング映像にのみ登場。

マゼラン
アンドロメダに搭載されている小型宇宙戦闘円盤。惑星調査のための小型着陸艇としての役割を持ち、宇宙戦闘機としても使用可能。玩具は発売されたが、オープニング映像にも未登場で、スチール写真のみの紹介となっている。

#### 車両・潜航艇
ウルフ777（）
地上攻撃用車両で、「動く要塞」とも称される。単体での地上攻撃も可能な本車は、強力なウルフエンジンと原子力エンジンの併用により最高時速300キロメートル以上での走行も可能。車輪を倒すことでホバークラフトエンジンによる湖上や海上での走行が可能。超低温や高熱にも耐える車体はバードンの火炎には耐えたが、メモールの火炎には焼かれてしまった。武装はウルフミサイル、ベータ光線砲、機関砲、ウルフカッター。ラビットパンダと同じく放電装置を持っている。また高性能レーダーも搭載されており、パトロールにも用いられていた。
- 撮影用車両は、3代目トヨタ・クラウン2ドアハードトップ（MS51型、前期型・基本グレード）がベース。後年、『プロレスの星 アステカイザー』の敵組織・ブラックミストの車両「サタン・バット号」として黒色塗装を施されて流用されている。

ラビットパンダ
小型特捜車。フロントノーズに高性能レーダーを装備するなど主にパトロール用車両やベースキャンプとして使われた。その奇抜でかわいらしいデザインらしからぬ強固な装甲を誇り、対怪獣用レーザー砲、バズーカ砲も搭載されているなど戦闘車両としても威力を発揮した。強力な放電装置を搭載しており、電気を車体に流すことで敵の触手攻撃などを防ぐ。
- 撮影用車両は、バモスホンダがベース。
- ミニチュアは大中小3種類存在する。

ZAT専用車
宇宙人の追跡や偵察に使用される。武装はない。第26話から登場し、緑の三菱・コルトギャラン4ドアセダンが第34話まで使用されたが、テンペラー星人に破壊されたため、第35話以降は赤の三菱・ランサーが登場した。第29話では光太郎が帰宅時に搭乗。

ベルミダーII世
『ウルトラマン』のペルシダーの後継車である地底戦闘タンク。第8話に登場。先端に装備された2基のドリルはダイヤの1万倍の硬さを誇る。ドリルは逆回転も可能。スカイホエールに搭載され現場に輸送される。他惑星でも活動可能とされる。本編での武装は6連装式地底ミサイルだったが、オープニング映像では2基の大型ドリルミサイルが装備されている。
なお、劇中の荒垣副隊長からは「ペルミダー2号」と呼ばれていた。書籍によっては、「ペルミダーII世」と記述している。

ZATバギー
第話と第13話で登場。移動用らしく戦闘には参加していない。
オートバイ
メモール戦で光太郎が搭乗したオフロードバイク。ジャンプ力が高い。

アイアンフィッシュ
高性能研究用原子力潜航艇。ZAT唯一の水中戦力で深海魚のような姿をしている。武装は左右両舷に搭載されたスーパープラズマミサイルと、上部の超高圧放電装置。本部基地の地下格納庫に格納されている。水深2万メートルまで潜航可能。
オープニング映像にのみ登場。玩具も発売されているが、本編には登場しなかった。

#### 宇宙ステーション
宇宙ステーションV9
第8話で西田の転任先として名前のみが語られた。『ウルトラマンレオ』にも同名の宇宙ステーションが登場している。
ZATステーションNo.S1009
第13話に登場。西田が赴任しており、九州で演習を行うZATの地上部隊を宇宙からサポートした。V9との関係は不明。
ZAT第1ステーション
第29話に登場。月の軌道上を周回するZATの宇宙ステーションの一つで、ZAT本部の隊員たちとも親交があった佐野隊長が勤務していたが、ベムスター（改造）に奇襲され、ZAT本部からの救助も間に合わず丸呑みされてしまった。

### 作戦リスト
以下は独自の作戦の例である。日用品などをモチーフとしたユーモラスな印象の作戦が多く、ZATの特色を出している。
電気ショック作戦
アストロモンスにスカイホエールから送電線を打ち込んで放電して電圧を上げたが、暴れだしたために無効だった。
放電作戦
川の中に電気を流し、生物を追い出す作戦。多摩川に潜むコスモリキッドを追い出すことに成功した。西田の得意の作戦。
高圧パイプ作戦
ライブキングに飲み込まれた光太郎と健一の愛犬ポチを救うため、ライブキングの腹にコンドルから高圧パイプを打ち込んで穴を開ける作戦。穴を開けることには成功したが、肝心の光太郎やポチが出てこないうちにパイプを引き抜かれ、さらに腹に飲み込まれていたコスモリキッドが出てきてしまい失敗に終わった。
コショウ作戦
朝日奈隊長が発案。ライブキングに飲み込まれた光太郎とポチを救うためにスカイホエールから1トンのコショウをばら撒き、ライブキングにくしゃみをさせて光太郎らを吐き出させる作戦。作戦は成功し、ライブキングはくしゃみとともに光太郎らを吐き出した。朝日奈は「（コショウ購入の）払いはZATでツケておけ」と準備中の電話でやり取りしていた。
パンチ弾作戦
初の2対1の闘いで劣勢なタロウを救うべく、瞬時に敵を倒すために考案された作戦。タロウがこれを察し、ウルトラフリーザーでコスモリキッドとライブキングを凍結させた後、コスモリキッドをトゲ付き鉄球で砕いて倒した。
バスケット作戦
朝日奈が、光太郎に差し入れられた弁当の入れ物となったカゴを見て発案。卵を取り戻したものの、自分たちで持てないキングトータスとクイントータスの代わりに卵を運ぶ。当初はトータス夫妻に口に銜えてカゴを運ばせようとしたが、代わりにスカイホエールでカゴをオロン島まで輸送した。しかし、トータス夫妻を生かすというZATの方針に激怒していた地球警備隊・極東支部のスミス長官から逆手に取られ、攻撃艦隊のオロン島総攻撃で島ごと沈没させられた挙句、ケガをしたトータス夫妻が凶暴化して日本に逆襲したことによって大失敗に終わった。
中和作戦
ジレンマの吐き出す強力な酸に対し、スーパーアルカリ液を使用。タロウにかけられた酸を中和し、その抵抗力をもたらした。
蟻殲滅作戦
ビルに潜むアリの大群をスカイホエールが蟻酸で誘き出し、コンドルが高圧電流（となっているが劇中では火炎放射にしか見えない）で焼き払う。しかし、作戦は失敗し、アリは合体してアリンドウが生まれてしまった。
ミラー作戦
鏡に映った自分に反応するデッパラスに対し、各戦闘機が巨大な鏡をぶら下げて怪獣を埋立地に誘導。そこにある落とし穴に落としたところをミサイルの集中攻撃で倒した。しかし、一晩で再生し、再生後は作戦が通じなくなった。
虫歯治療作戦
水中ロケットが口に挟まってしまったシェルターのためにスカイホエールがクレーンで水中ロケットを引き抜こうとしたが、間違ってシェルターの歯を抜いてしまい凶暴化。シェルターは最後にその水中ロケットで爆死した。
地雷作戦
頑丈な鎧で武装されているエンマーゴを、地雷で攻撃した。
スプレー作戦
姿が見えないミエゴンにスプレーガスを噴射し、色をつけて姿を明確にした。
手錠作戦
苦戦するタロウを援護するためにオカリヤンの首と左手にスカイホエールとコンドルが強大な手錠をかけ、動きを封じた。
トリモチ作戦
風船ガムが顔にくっつくことをヒントに荒垣副隊長が考え出した作戦。バードンに大量のトリモチをかぶせて動きを封じようとしたが、行水をした直後で体が濡れていたため、しっかりくっつかず中途半端に終わった。
引っぺがし作戦
東京ニュータウンの地下に眠る怪獣を地上に引きずり出すため、地表面を覆うコンクリートを剥がす作戦。スカイホエールから地上へ巨大アンカーを打ち込み、引き剥がすことに成功する。地下にいたのはキングゼミラだった。
ネット作戦
寿命が1週間のセミを保護するためキングゼミラに虫かご代わりにネットを放ち、命を保護した。しかし、ニュータウンの住民がそのあまりにも凄まじい鳴き声に我慢できずに怒りを爆発させて、ネットを燃やしてしまった。
ZATハリネズミ作戦
無数の時限ミサイルをロードラの体に次々打ち込み、ハリネズミのようにしてからいっせいに爆発させる。しかし、ロードラにはまったく効かなかった。
王水作戦
ミサイルなどが効かず、車を溶かし続けるロードラを王水で逆に溶かす作戦。結局はロードラの反撃で放射器を溶かされて失敗した。
AZ1974作戦
狭い範囲にのみ有効ながら水爆の3倍の威力を誇るという新型爆弾「AZ1974爆弾」を使った作戦。しかし発射装置や起爆装置などが完成しておらず、ムルロアの襲撃の関係でそれらを取り付ける時間も無かった。このため、発案者の上野隊員自らスカイホエールから怪獣に飛び移って時限爆弾ごと直接体にセットするという決死の作戦として実行することとなったが、作戦は見事に成功し、ムルロアは粉々に砕け散った。
首吊り作戦
スカイホエールとコンドルの間にチェーンを張って弱ってきたムカデンダーの首に巻きつけて締め付けたが、怪獣は首と胴体を分離してこれを逃れた。
アミアミ作戦
メフィラス星人（二代目）を生け捕りにするため、網を放った。原始的ながら逆に斬新な作戦だったが、破壊光線で破られて失敗した。
真っ二つ作戦
過去に現れたベムスターを分析してウルトラブレスレットと同じ威力を持つ回転ノコギリを開発し、スカイホエールに装備してベムスター（改造）に対抗する作戦。回転ノコギリはビルを真っ二つにする威力を発揮したが、ベムスターは巨大ヤプール（改造）に強化されており、ノコギリが破壊されて失敗に終わった。
エネルギー爆弾作戦
ベムスター（改造）の腹の口がエネルギー吸収口であることを利用し、2種の爆弾を腹に打ち込んで内部で化学反応させ、その爆発で倒した。
薬品作戦
兵器が効かないお化けキノコ（マシュラの素）を特殊薬品で攻撃したが、キノコの毒素と混ざった薬品が強力な毒液として変化、これを逆用され失敗に終わる。
ベル作戦
失明したタロウにカタン星人の位置を知らせるため、星人の首にベルをつけた。これでタロウに星人の位置を看破させ、撃破に貢献した。
白酒作戦
酒が大好きなベロンを酔い潰すために、スカイホエール内で合成した白酒を呑ませたが、飲みすぎてしまい、逆に泥酔して暴れ出した。

## 出演者

### レギュラー・セミレギュラー
- 東光太郎：篠田三郎
- 朝日奈勇太郎：名古屋章（第1 - 8、10、35、51、53話）
- 荒垣修平：東野孝彦（第1 - 34、36 - 50話）
- 北島哲也：津村秀祐
- 南原忠男：木村豊幸
- 西田次郎：三ツ木清隆（第1 - 7、13話）
- 森山いずみ：松谷紀代子（第1 - 19、21 - 42、44 - 53話）
- 上野孝：西島明彦（第8 - 30、33 - 35話）
- 二谷一美：三谷昇（第51 - 53話）
- 白鳥健一：斎藤信也（第1 - 12、14- 33、38、40、43、47、53話）
- 白鳥さおり：あさかまゆみ（第1 - 12、14 - 16話）、小野恵子（第20 - 53話）
- 緑のおばさん / ウルトラの母：ペギー葉山（第1、3、19、20、24、53話）
- ナレーター：瑳川哲朗（第1 - 50話、53話予告）、名古屋章（第51 - 53話）

#### キャスティング
光太郎役に篠田が起用されたのは、彼が新たなウルトラマンシリーズの主役にふさわしいと考えたプロデューサー・橋本洋二の意向であり、撮影現場の雰囲気を知ってもらうための措置として『ウルトラマンA』第20話に篠田一郎役でゲスト出演させている。篠田はオーディションで選ばれたが、松平健も光太郎役のオーディションを受けていた。本作品への出演が決定した篠田は『ウルトラマンA』第20話出演時に北斗星司役の高峰圭二が白いマフラーを巻いているのを見て自分も使用したくなり、本作品の撮影でもマフラーを使用することになった。本作品の本放送時にはNHKの『天下堂々』でも主演を務めたため、終盤は出番の少ない回が存在する。
名古屋は『帰ってきたウルトラマン』でナレーションを担当。篠田同様、名古屋は橋本の指名で、副隊長を設定して名古屋を口説き落としたという。名古屋も多忙だったため、最初から「毎回は出演できないと思うがそれで良ければ」という契約で、第1 - 8、10、35、51、53話（最終回）の計12回しか登場していない。第51話以降はナレーションも担当している。また名古屋は他のインタビューでは「私の子供が、ヒーローものを見ている世代だったので、子供に喜んでもらおうと、いわば、プレゼントみたいな気持ちで、引き受けました」とも語っている。
東野は第50話の撮影終了後にスキーで脚を骨折して入院したため、三谷が新登場（三谷も『帰ってきたウルトラマン』第22話でゲスト出演している）。東野は第49話や第50話でのアフレコにも参加しておらず、代わりに沢が声を担当。
三ツ木は主演作『白獅子仮面』の撮影がクランクアップした後に本作品に臨んだものの、『だいこんの花』『国盗り物語』のレギュラーが入ったため、スケジュール調整が不可能になり降板。光太郎役の候補だった。
西島は所属事務所の方針で歌手に転向し、同じTBSの『ぎんざNOW』にレギュラー出演が決定したため、第35話を最後に降板。
あさかは本作品がデビュー作だが、当時の事務所との契約に従い第16話で降板したため、第20話から小野に交代。
瑳川は『ウルトラマンA』で竜隊長を演じた。急病のために事実上降板し、第51話の予告から名古屋が代理を務めた。当初の台本（第2話）のスタッフ欄には、『ウルトラマン』や『ウルトラセブン』でナレーションを務めた浦野光の名が記載されていた。
白鳥船長役には、企画時は『ウルトラQ』で関デスクを演じた田島義文がキャスティング候補に挙がっていた。
タロウのスーツアクターの長沢寛は、長身のスーツアクターを起用したいという要望から、同時期『ファイヤーマン』に扮していた西条満が、同じ事務所に所属していた長沢を推薦した。西条は、激しいアクションシーンなど一部のシーンでタロウに扮している。

### 主なゲスト出演者
- 白鳥潔：中村竹弥（第1話）
- 航海士：今井和雄（第1話）[160][注釈 65]
- オイルタンク職員：野口元夫（第1話）[注釈 65]
- ボクシングジム会長：寺内大吉（第2・3話）
- 佐久間：桂小かん（第4話）
- 黒崎：草薙幸二郎（第4・5話）
- 八田：竹田将二（第4・5話）
- 白井：片岡五郎（第4話）
- スミス長官：ピエロ・カラメロ（第5話）
- 鮫島参謀：大下哲矢（第5話）
- 大羽次郎：矢崎知紀（第8話）
- 大羽英次郎：外山高士（第8話）
- 田中巡査：大泉滉（第8話）
- 熊谷さん：熊谷健（第8話）[注釈 66]
- 平田俊夫：紺野秀樹（第9話）
- 平田秀一：石井宏明（第9話）
- アケボノビルのオーナー：富田仲次郎（第9話）
- 建設会社責任者：西川敬三郎（第9話）
- ZATオペレーター：永本泉、大隅さとみ、藤岡恵子、中楯富久子（第10話）
- 岩坪かなえ：下野照美（第11話）
- 岩坪夫人：万里昌代（第11話）
- 林田タケシ：野島千照（第12話）
- 林田：平松慎吾（第12話）
- 中山：小高まさる（第12話）
- 開発社長：立原博（第12話）
- 南原たか：磯村千花子（第13・51話）
- 島田老人：浜村純（第14話）
- 現場主任：大前均（第14話）
- 良助：斎藤健夫（第14話）
- 紅カオル：本郷淳子（第15話）
- カオルの母：西恵子（第15話）
- カオルの祖父：浅野進治郎（第15話）
- 自警団の男の1人：上田耕一（第15話）[注釈 65]
- 笛吹亜理人：山田浩之（第16話）
- 亜理人の両親：守田比呂也、大原穣子（第16話）
- 音楽教師：桂木美加（第16話）
- 小林タケシ：西脇政敏（第17 - 19話）
- 小林彰：二瓶秀雄（第17 - 19話）
- 小林ゆき：金井由美（第17 - 19話）
- 団地の住民：江藤直行[161]（第19話）[注釈 66]
- お杉：磯村みどり（第20話）
- 米吉：岡村春彦（第20話）
- 正一：石井秀人（第21話）
- 正一の母：楠トシエ（第21話）
- 藤波隆夫：佐久間亮（第22話）
- 藤波優子：中田喜子（第22話）
- 三島六郎：梅津昭典（第23話）
- 三島馨：富田浩太郎（第23話）
- 三島好子：瞳麗子（第23話）
- 岩森善晴：石堂淑朗（第24話）
- 岩森ヨウコ：青木和子（第24話）
- 岩森一郎：斎藤則幸（第24・25話）
- 岩森初子：田島幸恵（第24・25話）
- 岩森次郎：柴山二三雄（第24・25話）
- 岩森三郎：山野辺修（第24・25話）
- 岩森四郎：佐野伸寿（第24・25話）
- 岩森末子：宮原由美（第24・25話）
- 灯台職員：里木佐甫良（第25話）
- ZAT中央病院医師：山本廉（第25話）
- 笠井竹雄：高橋仁（第26話）
- 笠井仙吉：江戸家猫八（第26話）
- 史男：吉村影史（第27話）
- 史男の母：根岸明美（第27話）
- 医師：長沢大（第27話）
- 安田：肥土尚弘（第27話）
- 猿飛佐助：大山正明（第28話）
- ターザン：紺野秀樹（第28話）
- 孫悟空：西郷英利（第28話）
- 隠居：今村源兵（第28話）
- 海野八郎：大和田獏（第29・30話）
- 佐野トオル：宮田真（第29・30話）
- トオルの母：蓮川久美（第29・30話）
- 武田大介：佐藤宏之（第31話）
- 大介の両親：山本廉、上月左知子（第31話）
- 梶原先生：川上大輔（第31話）[注釈 67]
- 不良中学生：清水昭博、岩崎洋也、二瓶秀哉（第31話）
- ドンちゃん：大山正明（第32話）
- 教師：新海丈夫（第32話）[注釈 68]
- 大谷栄一：西脇政敏（第33・34話）
- 大谷博士：竜崎勝（第33・34話）
- ハヤタ：黒部進（第33・34話）
- モロボシ・ダン：森次晃嗣（第33・34話）
- 郷秀樹：団次郎（第33・34・52話）
- 北斗星司：高峰圭二（第33・34話）
- 青木まち子：浅野由香（第35話）
- 宮坂清彦：矢崎知記（第36話）
- 宮坂陽子：久保田民栄（第36話）
- 岩坪：平泉征（第36話）
- 建設作業員：菊池英一、遠矢孝信（第36話）
- 警官：石山克巳（第36話）
- めぐみ：山田圭子（第37話）
- 平治老人：池田生二（第37話）
- 青山ひとみ：天野美保子（第38話）
- ひとみの両親：小松英三郎、川口節子（第38話）
- 空のおじさん / ミラクル星人：長沢大（第38話）
- 南夕子：星光子（第39話）
- はこべ園園長：寄山弘（第39話）
- 福場タケシ：樋浦修臣（第40話）
- 泉山正博：高橋仁（第41話）
- 正博の母：北川恭子（第41話）
- 塀の家の持ち主：五月晴子（第41話）
- 島田タツオ：松坂雅治（第42話）
- アンドロイド聖子：川口真有美（第42話）
- 島田信吾：三島耕（第42話）
- 島田トモユキ：長谷川秀人（第42話）
- 武志：矢崎知紀（第43話）
- 善助：大木正司（第43話）
- きさらぎ星人 / オニバンバ：笠井ひろ（第44話）
- 岡本一郎：小松陽太郎（第44話）
- 岡本二郎：新井つねひろ（第44話）
- 岡本兄弟の母：新井麗子（第44話）
- 山川真理 / メモール：夏川圭（第45話）
- 横田：大泉滉（第46話）
- 太一：大山正明（第46話）
- 三代：瞳麗子（第46話）
- 沢口竜一：山下克弘（第47話）
- 太郎：古堀宏（第48話）
- 太郎の姉：臼倉明美、高沢加代子（第48話）
- 坂本 / カーン星人：草野大悟（第49話）
- 服部ユキ：坂口良子（第50話）
- 伸一郎：浜村純（第50話）
- タエ：小峰千代子（第50話）
- 老人ホーム責任者：牧田正嗣（第50話）
- モッちゃん：新敷浄（第50話）
- 珠子：今井美佐子（第51話）
- 住職：石川隆昭（第51話）
- 中西一郎：松葉寛祐（第53話）

### 声の出演
※すべてノンクレジット
- メフィラス星人（二代目）：西川幾雄（第27話）
- 巨大ヤプール（改造）：高田裕史[162]（第29・30話）
- ケヤキ：西川幾雄（第31話）
- テンペラー星人：丸山詠二（第33・34話）
- ゾフィー：鹿島信哉（第33・34話）
- カタン星人：西川幾雄（第35話）
- メドウーサ星人：西川幾雄（第37話）
- テロリスト星人：鹿島信哉（第38話）
- モチロン：渡部猛（第39話）
- ウルトラの父：鹿島信哉（第39話）
- ピッコロ：京田尚子（第46話）
- ベロン：渡部猛（第48話）
- オルフィ：桑原たけし[162]（第49話）
- 荒垣修平：沢りつお（第49・50話）
- ドロボン：渡部猛（第52話）
- バルキー星人：鹿島信哉（第53話）

### スーツアクター
- ウルトラマンタロウ：長沢寛
- 怪獣・宇宙人：河合徹、葵玉五郎（第7話）、山村哲夫[162]（第17・18話）、大瀬松一[162]（第22話）、吉村景文[162]（第46話）ほか
- ウルトラの母（第3話）：安富誠[163][162][注釈 69]
- ゾフィー（第18話）[164]、ウルトラマンタロウ（一部）[159]：西条満

## スタッフ
- プロデューサー：熊谷健、橋本洋二 (TBS)
- 脚本：田口成光、阿井文瓶、上原正三、佐々木守、石堂淑朗、斉藤正夫、大原清秀（木戸愛楽、大原清名義でも執筆）、村山庄三（第21話原案）、深田太郎[注釈 70]（第9話原案）
- 監督（本編）：真船禎、深沢清澄、高橋勝、筧正典、前田勲、山本正孝、吉野安雄、岡村精、山際永三
- 監督（特殊技術）：高野宏一、佐川和夫、鈴木清、矢島信男、東條昭平、大木淳、山本正孝、川北紘一、山際永三、大平隆、小林正夫、高橋勝
- 音楽：日暮雅信
- 選曲：白井多美雄（ノンクレジット）[165][166]
- 演奏：サロン・アンサンブル
- 撮影（本編）：森喜弘、井上光雄、中町武、中堀正夫、和栗惣治、小林茂、佐藤敏彦
- 撮影（特撮）：大岡新一、佐藤貞夫
- 照明（本編）：佐山五郎
- 照明（特撮）：近藤勝、松丸善明、鎌田靖男
- 美術（本編）：鈴木儀雄
- 美術（特撮）：青木利郎、桜井克彦、島崎尭司、小川富美夫
- 編集：小林熙昌
- 視覚効果：中野稔
- 助監督（本編）：前田勲、米山紳
- 助監督（特撮）：宮坂清彦、鈴木義昭、西田耕一、小宮高広、中田新一、白川俊夫
- 製作担当：内田貴夫、片桐崇維
- 録音・効果：東京映画映像部（現：東宝サウンドスタジオ）
- 効果：協立音響 ※第12話のみ
- 現像：東京現像所
- 制作協力：日本現代企画（第4・5話のみ）、東宝映像株式会社（第6・7話のみ）
- 造形：開米プロダクション、エキスプロダクション
- 挿画：内山まもる ※第25話
- 製作：円谷プロダクション、TBS

助監督の中に、後に小説家となる打海文三がいる。

## 制作
前作の『ウルトラマンA』同様、本編撮影は主に東京映画撮影所で撮影され、特撮は東宝撮影所のNo.3・5ステージや東京美術センターのオープンスペースで撮影されていたが、第3クールから最終話までは仙川スタジオで撮影された。
特撮作品としての本分もおざなりにされておらず、躍動感のある戦闘アクションや当時としては精巧に制作された秘密基地や戦闘機などの各種プロップやミニチュアセット、光線技に見られる光学合成などは、円熟された特撮の妙味を醸し出している。

### 企画意図
本作品の企画は、『ウルトラマンA』放送中の1972年10月ごろからスタートしている。TBS側からは『ウルトラマンA』が息切れしたため、ウルトラシリーズは1年間休止する案や『ウルトラマンA』で終了させようとの声もあった。
「ウルトラマン・シリーズ第5弾!! ウルトラマンスター」「特撮空想科学シリーズ ウルトラジャック」「特撮空想怪獣シリーズ ウルトラマンジャック」の3冊の企画書が作成され（内容は同一）、タイトルは「ウルトラマンジャック」が選ばれた。しかし、「ジャック」が当時世界的に大きな問題となっていたハイジャックを連想させるという事情から負のイメージを避けるために正式決定直前に取り止めとなった。この「ジャック」が西洋のおとぎ話の主人公の名前としてよく使用される名前だったことや熊谷健が「ジャック」が長すぎると感じていたことから、それに対応する「ジャック」の意味合いを和風な名称に置き換えた日本の名称として満田かずほがタイトル会議で「○○太郎」にちなむ「タロウ」と名付けられたという。
「ジャック」という名称は後に、帰ってきたウルトラマンの正式名称として流用された。

## 放映リスト
- 各怪獣の詳細は「ウルトラマンタロウの登場怪獣」を参照。

| 話数 | サブタイトル                     | 登場怪獣・宇宙人 ゲストウルトラマン                                                         | 脚本     | 監督     | 特殊技術           | 放送日        | 視聴率 |
| ---- | -------------------------------- | ------------------------------------------------------------------------------------------- | -------- | -------- | ------------------ | ------------- | ------ |
| 1    | ウルトラの母は太陽のように       | - アストロモンス - チグリスフラワー - オイルドリンカー - ウルトラの母 - ウルトラ5兄弟       | 田口成光 | 山際永三 | 佐川和夫           | 1973年 4月6日 | 21.4%  |
| 2    | その時 ウルトラの母は            | - コスモリキッド - ライブキング                                                             | 田口成光 | 山際永三 | 山本正孝           | 4月13日       | 18.2%  |
| 3    | ウルトラの母はいつまでも         | - コスモリキッド - ライブキング - ウルトラの母                                              | 田口成光 | 山際永三 | 山本正孝           | 4月20日       | 19.7%  |
| 4    | 大海亀怪獣 東京を襲う！          | - キングトータス - クイントータス                                                           | 上原正三 | 吉野安雄 | 鈴木清             | 4月27日       | 18.2%  |
| 5    | 親星子星一番星                   | - キングトータス - クイントータス - ミニトータス - ウルトラセブン                           | 上原正三 | 吉野安雄 | 鈴木清             | 5月4日        | 18.0%  |
| 6    | 宝石は怪獣の餌だ！               | ジレンマ                                                                                    | 田口成光 | 筧正典   | 川北紘一           | 5月11日       | 15.0%  |
| 7    | 天国と地獄 島が動いた！          | - ガンザ - タガール                                                                         | 石堂淑朗 | 筧正典   | 川北紘一           | 5月18日       | 17.1%  |
| 8    | 人喰い沼の人魂                   | トンダイル                                                                                  | 田口成光 | 岡村精   | 山本正孝           | 5月25日       | 17.2%  |
| 9    | 東京の崩れる日                   | アリンドウ                                                                                  | 石堂淑朗 | 岡村精   | 山本正孝           | 6月1日        | -      |
| 10   | 牙の十字架は怪獣の墓場だ！       | デッパラス                                                                                  | 木戸愛楽 | 山際永三 | 大平隆             | 6月8日        | 15.1%  |
| 11   | 血を吸う花は少女の精             | バサラ                                                                                      | 木戸愛楽 | 山際永三 | 大平隆             | 6月15日       | 15.2%  |
| 12   | 怪獣ひとり旅                     | ボルケラー                                                                                  | 田口成光 | 深沢清澄 | 山本正孝           | 6月22日       | 15.7%  |
| 13   | 怪獣の虫歯が痛い！               | シェルター                                                                                  | 田口成光 | 深沢清澄 | 山本正孝           | 6月29日       | 16.2%  |
| 14   | タロウの首がすっ飛んだ！         | エンマーゴ                                                                                  | 石堂淑朗 | 山際永三 | （ノンクレジット） | 7月6日        | 14.5%  |
| 15   | 青い狐火の少女                   | ミエゴン                                                                                    | 斉藤正夫 | 筧正典   | 大平隆             | 7月13日       | 16.3%  |
| 16   | 怪獣の笛がなる                   | オカリヤン                                                                                  | 田口成光 | 筧正典   | 大平隆             | 7月20日       | 16.6%  |
| 17   | 2大怪獣タロウに迫る！            | - ケムジラ - バードン                                                                       | 田口成光 | 深沢清澄 | 小林正夫           | 7月27日       | 12.5%  |
| 18   | ゾフィが死んだ！タロウも死んだ！ | - ケムジラ - バードン - ゾフィ                                                              | 田口成光 | 深沢清澄 | 小林正夫           | 8月3日        | 12.7%  |
| 19   | ウルトラの母 愛の奇跡！          | - バードン - ウルトラの母 - ゾフィ                                                          | 田口成光 | 深沢清澄 | 小林正夫           | 8月10日       | 15.1%  |
| 20   | びっくり！怪獣が降ってきた       | - フライングライドロン（母・子） - ウルトラの母                                             | 石堂淑朗 | 山本正孝 | 山際永三           | 8月17日       | 14.4%  |
| 21   | 東京ニュータウン沈没             | キングゼミラ                                                                                | 田口成光 | 山本正孝 | 山際永三           | 8月24日       | 15.8%  |
| 22   | 子連れ怪獣の怒り！               | - パンドラ - チンペ                                                                         | 大原清   | 筧正典   | 大平隆             | 8月31日       | 15.7%  |
| 23   | やさしい怪獣お父さん！           | ロードラ                                                                                    | 石堂淑朗 | 筧正典   | 大平隆             | 9月7日        | 16.1%  |
| 24   | これがウルトラの国だ！           | - ムルロア - スペースモス - ラビドッグ - ウルトラの母（ノンクレジット）                     | 田口成光 | 山際永三 | 佐川和夫           | 9月14日       | 17.7%  |
| 25   | 燃えろ！ウルトラ6兄弟            | - ムルロア - スペースモス - ラビドッグ - ウルトラ5兄弟                                      | 田口成光 | 山際永三 | 佐川和夫           | 9月21日       | 19.3%  |
| 26   | 僕にも怪獣は退治できる！         | ムカデンダー                                                                                | 阿井文瓶 | 深沢清澄 | 小林正夫           | 9月28日       | 16.4%  |
| 27   | 出た！メフィラス星人だ！         | - メフィラス星人（二代目） - マンダリン草                                                   | 大原清   | 深沢清澄 | 小林正夫           | 10月5日       | 16.8%  |
| 28   | 怪獣エレキング 満月に吼える！    | エレキング（再生）                                                                          | 石堂淑朗 | 高橋勝   | 山際永三           | 10月12日      | 17.1%  |
| 29   | ベムスター復活！タロウ絶体絶命！ | - 巨大ヤプール（改造） - ベムスター（改造）                                                 | 田口成光 | 山本正孝 | 高野宏一           | 10月19日      | 18.7%  |
| 30   | 逆襲！怪獣軍団                   | - 巨大ヤプール（改造） - ベムスター（改造） - サボテンダー（改造） - ベロクロン二世（改造） | 田口成光 | 山本正孝 | 高野宏一           | 10月26日      | 18.9%  |
| 31   | あぶない！嘘つき毒きのこ         | - マシュラ - キノコ人間                                                                     | 大原清秀 | 筧正典   | 深沢清澄           | 11月2日       | 16.6%  |
| 32   | 木枯し怪獣！風の又三郎           | グロン                                                                                      | 阿井文瓶 | 筧正典   | 深沢清澄           | 11月9日       | 18.0%  |
| 33   | ウルトラの国 大爆発5秒前！       | - テンペラー星人 - ウルトラ5兄弟                                                            | 佐々木守 | 真船禎   | 山本正孝           | 11月16日      | 18.2%  |
| 34   | ウルトラ6兄弟最後の日！          | - テンペラー星人 - ウルトラ5兄弟                                                            | 佐々木守 | 真船禎   | 山本正孝           | 11月23日      | 19.1%  |
| 35   | 必殺！タロウ怒りの一撃！         | カタン星人                                                                                  | 田口成光 | 深沢清澄 | 高橋勝             | 11月30日      | 16.9%  |
| 36   | ひきょうもの！花嫁は泣いた       | グロスト                                                                                    | 阿井文瓶 | 深沢清澄 | 高橋勝             | 12月7日       | 18.8%  |
| 37   | 怪獣よ 故郷へ帰れ！              | - ヘルツ - メドウーサ星人                                                                   | 石堂淑朗 | 筧正典   | 大木淳             | 12月14日      | 18.2%  |
| 38   | ウルトラのクリスマスツリー       | - ミラクル星人 - テロリスト星人                                                             | 田口成光 | 筧正典   | 大木淳             | 12月21日      | 17.2%  |
| 39   | ウルトラ父子餅つき大作戦！       | - モチロン - 南夕子 - ウルトラの父                                                          | 石堂淑朗 | 山際永三 | 山本正孝           | 12月28日      | 20.2%  |
| 40   | ウルトラ兄弟を超えてゆけ！       | - タイラント - ウルトラの母 - ウルトラの父 - ウルトラ5兄弟 - 35大怪獣宇宙人                 | 田口成光 | 山際永三 | 山本正孝           | 1974年 1月4日 | 17.7%  |
| 41   | 母の願い 真冬の桜吹雪！          | ゴンゴロス                                                                                  | 阿井文瓶 | 深沢清澄 | 高橋勝             | 1月11日       | 19.3%  |
| 42   | 幻の母は怪獣使い！               | - エレジア - アンドロイド聖子                                                               | 大原清秀 | 深沢清澄 | 高橋勝             | 1月18日       | -      |
| 43   | 怪獣を塩漬にしろ！               | モットクレロン                                                                              | 阿井文瓶 | 真船禎   | 東條昭平           | 1月25日       | 19.9%  |
| 44   | あっ！タロウが食べられる！       | - きさらぎ星人 - オニバンバ                                                                 | 田口成光 | 真船禎   | 東條昭平           | 2月1日        | 20.5%  |
| 45   | 日本の童謡から 赤い靴はいてた…   | - ドルズ星人 - メモール                                                                     | 阿井文瓶 | 筧正典   | 矢島信男           | 2月8日        | -      |
| 46   | 日本の童謡から 白い兎は悪い奴！  | ピッコロ                                                                                    | 石堂淑朗 | 筧正典   | 矢島信男           | 2月15日       | -      |
| 47   | 日本の童謡から 怪獣大将          | - ゲラン - ゴルゴザウルスII世                                                               | 阿井文瓶 | 山際永三 | 大木淳             | 2月22日       | -      |
| 48   | 日本の童謡から 怪獣ひなまつり    | - ベロン - ファイル星人                                                                     | 阿井文瓶 | 山際永三 | 大木淳             | 3月1日        | -      |
| 49   | 歌え！怪獣ビッグマッチ           | - オルフィ - カーン星人                                                                     | 石堂淑朗 | 前田勲   | 矢島信男           | 3月8日        | -      |
| 50   | 怪獣サインはV                    | ガラキング                                                                                  | 阿井文瓶 | 前田勲   | 矢島信男           | 3月15日       | 20.8%  |
| 51   | ウルトラの父と花嫁が来た！       | - リンドン - ウルトラの父                                                                   | 阿井文瓶 | 筧正典   | 大木淳             | 3月22日       | -      |
| 52   | ウルトラの命を盗め！             | - ドロボン - 帰ってきたウルトラマン                                                         | 石堂淑朗 | 筧正典   | 大木淳             | 3月29日       | -      |
| 53   | さらばタロウよ！ウルトラの母よ！ | - バルキー星人 - サメクジラ - ウルトラの母（人間体）                                        | 田口成光 | 筧正典   | 大木淳             | 4月5日        | 18.0%  |

## 放送局
- TBS：金曜 19:00 - 19:30[注釈 79]
- 北海道放送：金曜 19:00 - 19:30[注釈 79][177]
- 青森テレビ：金曜 19:00 - 19:30[注釈 79][178]
- 岩手放送：金曜 18:00 - 18:30[178]
- 秋田放送：月曜 18:00 - 18:30[179]
- 山形放送：金曜 17:30 - 18:00[178]
- 東北放送：金曜 19:00 - 19:30[注釈 79][180]
- 福島テレビ：金曜 19:00 - 19:30[注釈 79][180]
- 新潟放送：金曜 19:00 - 19:30[注釈 79][181]
- 信越放送：火曜 17:15 - 17:45[182]
- 静岡放送：金曜 19:00 - 19:30[注釈 79]
- 富山テレビ：月曜 - 金曜 18:00 - 18:30（1974年9月10日から11月22日まで放送）[183]
- 北陸放送：火曜 18:00 - 18:30（1973年5月8日から1974年5月7日まで放送）[184]
- 福井放送：木曜 18:00 - 18:30（1973年5月3日[185]から1974年5月2日まで放送[186]）
- 中部日本放送：金曜 19:00 - 19:30[注釈 79][187]
- 朝日放送：金曜 19:00 - 19:30[注釈 79]
- 山陽放送：金曜 19:00 - 19:30[注釈 79]
- 中国放送：金曜 19:00 - 19:30[注釈 79]
- 山陰放送：金曜 19:00 - 19:30[注釈 79]
- テレビ山口：金曜 19:00 - 19:30[注釈 79]
- テレビ高知：金曜 19:00 - 19:30[注釈 79]
- RKB毎日放送：金曜 19:00 - 19:30[注釈 79]
- 宮崎放送：木曜 18:00 - 18:30[188]
- 琉球放送：金曜 19:00 - 19:30[注釈 79]

## 未映像化作品
「怪獣無常！昇る朝日に跪く（仮題）」
脚本：実相寺昭雄
「銀河を翔ろ！タロウからの手紙（仮題）」
脚本：大原清秀
「花嫁人形 氷の牙が光る時！」
脚本：阿井文瓶
上記3点は1990年に発売されたLD『ウルトラマンT VOL.14』封入の解説書に、印刷台本表紙の写真とストーリー概要が掲載された。
「怪獣無残！果報は寝て待て」
脚本：石堂淑朗。レプリカ台本が、2005年5月27日に発売されたDVDの1 - 5巻のメモリアルセットに封入されていた。同じく石堂脚本の第23話「やさしい怪獣お父さん！」と類似する部分がいくつか見られる。

## サンプルストーリー
いずれも「ウルトラマンスター」「ウルトラジャック」「ウルトラマンジャック」の企画書に掲載されている。
「ウルトラマン（ウルトラ）○○○登場！」
宇宙ステーションを全滅させたアストロモンスが地球に飛来し、あらゆるエネルギーを吸い尽くそうとする。東光太郎は弟分の西田を救うため、スーパースワローの燃料タンクを放出して、死を覚悟でアストロモンスを宇宙に誘導して落命。しかし、光太郎はウルトラ兄弟に助けられてウルトラマン（ウルトラ）○○○の力とウルトラバッジを授かって蘇生する。ウルトラマンエースによって地球に送り届けられた光太郎は、ウルトラマン（ウルトラ）○○○に変身してアストロモンスを倒す。
- 文中では触れていないが、光太郎と西田がアンドロメダでアストロモンスと交戦し、白鳥船長が石油密輸の容疑をかけられる他、ラストで光太郎が朝日奈から白鳥家への下宿を命じられる。

「液体怪獣登場！」
奥多摩のダムを襲ったコスモリキッドは、宇宙科学警備隊の火炎攻撃を食らって姿を消す。数日後、多摩川の新幹線鉄橋付近にコスモリキッドが現れたが、やはり警備隊の攻撃で姿を消した。しかし、関東地方に夕立が振り、光太郎の予感が的中してコスモリキッドが再び出現。
「幽霊怪獣ゴースト登場！」
深夜のビル街にゴーストが出現。ゴーストはビルを通り抜ける能力を秘めていた。警備隊のレーザー攻撃でその能力を失ったゴーストは、ビルに激突して姿を消した。警備隊はビルの崩落場で瀕死の女を発見するが、女はゴーストの仮の姿だった。
「再生怪獣登場！」
アメリカ支部の航空機がライブキングの破片を日本支部に輸送中、謎の事故を起こして墜落。翌日、漁船が襲われたと連絡を受けて出動した警備隊は、そこでライブキングを目撃。

## 音楽
東京レコード（AMONレーベル、ディスコメイトの前身・販売元はビクター音楽産業）からEPが発売。初版約30万枚という当時としては高い売り上げを残した。

### 主題歌
「ウルトラマンタロウ」
- 作詞：阿久悠 / 作曲・編曲：川口真 / 歌：武村太郎、少年少女合唱団みずうみ

「武村太郎」は福沢良一の変名。シンセアレンジは日暮雅信がノンクレジットで行っている。
劇中では1番が歌入り、2番がインストゥルメンタルという形に編集されたものが多用された。
CBSソニーからは子門真人、高橋元太郎、コロムビアからは三鷹淳、東芝レコードからは沢木順のカヴァー・ヴァージョンがそれぞれ発売された。
『ウルトラマンA』まで主題歌を作詞してきた東京一こと円谷一の死去に伴い、その後任として阿久悠が登用された。阿久によると、当時7歳の長男が奇しくも名前が「太郎」ということもあり、父親として尊敬されるため作詞をしたという。

### 挿入歌

#### 番組オリジナル
「ウルトラ六兄弟」（第18・25・33・34話）
- 作詞：阿久悠 / 作曲・編曲：川口真 / 歌：武村太郎、少年少女合唱団みずうみ

第3・10・24話ではインストゥルメンタル版のみ、第18・25・33話ではインストゥルメンタル版と併用して使用された。
『ウルトラマンメビウス&ウルトラ兄弟』でアレンジバージョンが使用された。
後にProject DMMのカヴァー・バージョンが発表された。

「ウルトラの母のバラード」（第38・53話）
- 作詞：田口成光 / 作曲・編曲：冬木透 / 歌：藤田淑子

キングレコードからは、ペギー葉山によるカヴァー・ヴァージョンが発売された。

#### その他の歌
- 第23話では、朝加真由美のデビュー曲「虹色の夢」が使用された。
- 第31話では、不良中学生がキャロルの「ファンキー・モンキ・ベイビー」に合わせて踊るシーンがある。
- 第48話では、山本リンダの「狙いうち」、フィンガー5の「恋のダイヤル6700」と「バラの少女」、金井克子の「他人の関係」が挿入歌として使用された[注釈 80]。
- 第49話では、桜田淳子の「わたしの青い鳥」が使用された。
- 第50話では、ユキとガラキングのバレーボール対決のシーンで、坂口良子の「サインはV」が使用された。

### BGM
上述のように、本作品のBGMは白井多美雄（ノンクレジット）が選曲しており、中には流用されたものが存在。
第11話と第15話で使用された「舞踏組曲 笛吹き地蔵」は、1964年にバレエ用に日暮が作曲。
フランスのライブラリー音楽提供レーベルのMontparnasse2000からの音源が、第24話で使用されたのを皮切りに第40話、第43話、第46話、第48話で使用。

## 他媒体展開

### 他テレビシリーズ
『ウルトラマンメビウス』
本作品からウルトラマンタロウが登場。
『ウルトラマンギンガ』
『ウルトラマンギンガS』
両作からウルトラマンタロウがレギュラーとして登場。
『ウルトラマンタイガ』
本作品からウルトラマンタロウが登場。

### 映画

#### 東宝チャンピオンまつり
『東宝チャンピオンまつり』にてテレビ版を劇場用にブローアップ再編集した作品が3シーズンにわたって公開された。なお次作『ウルトラマンレオ』は『チャンピオンまつり』では公開されなかったので、「ウルトラシリーズ」が同企画で公開されるのはこれが最後、さらに円谷プロ作品が同企画で公開されるのもこれが最後である。
『ウルトラマンタロウ』
1973年8月1日公開。第1話の劇場版。上映時間は25分。
併映作品は『怪獣島の決戦 ゴジラの息子』、『レインボーマン 殺人プロフェッショナル』、『科学忍者隊ガッチャマン 火の鳥対火喰い竜』、『おもちゃ屋ケンちゃん よそではいい子』、『山ねずみロッキーチャック ロッキーとポリー』。
『ウルトラマンタロウ 燃えろ！ウルトラ6兄弟』
1973年12月20日公開。第25話の劇場版。上映時間は26分。
併映作品は『キングコングの逆襲』、『侍ジャイアンツ ほえろバンババン』、『山ねずみロッキーチャック がんばれチャタラー』、『エースをねらえ! テニス王国のシンデレラ』、『科学忍者隊ガッチャマン 電子怪獣レンジラー』。
『ウルトラマンタロウ 血を吸う花は少女の精』
1974年3月21日公開。第11話の劇場版。上映時間は26分。
併映作品は『ゴジラ対メカゴジラ』、『ハロー!フィンガー5』、『新造人間キャシャーン 不死身の挑戦者』、『侍ジャイアンツ 殺生河原の決闘』、『アルプスの少女ハイジ』。

#### 円谷映画祭2023
創立60周年を記念しセレクト上映。Part2は2023年12月1日に公開。同時上映は『空想特撮シリーズ ウルトラマン 4Kディスカバリー「生命のものがたり」』を先行上映。
庵野秀明セレクション『ウルトラマンタロウ』
放送50周年として庵野秀明がセレクトした4エピソードを上映。上映作は第1話「ウルトラの母は太陽のように」、第18話「ゾフィが死んだ!タロウも死んだ!」、第33話「ウルトラの国 大爆発5秒前!」、第34話「ウルトラ6兄弟最後の日!」を上映。

#### その他の映画
いずれにもウルトラマンタロウが登場する。
- 『ウルトラマン物語』
  - テレビ本編の本放送終了から11年後の1984年7月14日に公開された映画で、新撮シーンを含めてタロウの成長を描いている。
- 『新世紀ウルトラマン伝説』
- 『新世紀2003ウルトラマン伝説 THE KING'S JUBILEE』
- 『ウルトラマンメビウス&ウルトラ兄弟』
- 『大怪獣バトル ウルトラ銀河伝説 THE MOVIE』
- 『ウルトラマンゼロ THE MOVIE 超決戦!ベリアル銀河帝国』
- 『ウルトラマンギンガ 劇場スペシャル ウルトラ怪獣☆ヒーロー大乱戦!』
- 『劇場版 ウルトラマンタイガ ニュージェネクライマックス』

### 雑誌
小学館が権利を持っており、学年誌や『週刊少年サンデー』に掲載された。高学年向けの学年誌には特撮の解説が掲載された。
- 放映終了後、朝日ソノラマ社の『別冊マンガ少年・素晴らしき特撮映像の世界』（1979年刊）に、実相寺昭雄監督による未映像化脚本「怪獣無常！昇る朝日に跪く」を元にした漫画（作画：いたはししゅうほうとアルゴノウツ）が掲載されている。

#### 漫画連載
週刊少年サンデー
- 石川賢とダイナミックプロ
  - 石川賢が得意とする暴力描写の強い伝奇SF調の作風で描かれており、タロウのデザインやウルトラの母が東光太郎（姓の読みが「あずま」）にウルトラの命を授けたことでタロウが誕生したことはテレビ版と同じだが、それら以外はほぼ別物の内容となっている。ただし、映像化された本編と別物とはいえ、「ウルトラマンが地球を守る理由」などにも触れており、後年の平成ウルトラシリーズにも通じる部分が存在する。連載は番組終了以前に終了し、連載終了後は本作品のエピソード紹介と撮影日誌が掲載された。
  - 他の漫画版に比べて比較的単行本化の機会が多かったが、2016年には後述の小学一年生版（初単行本化）も含めた完全版として『ウルトラマンタロウ 完全復刻版』が発売された（小学館 ISBN 9784778033095）。また、『このマンガがすごい！WEB』でも紹介されている。

| 掲載号            | サブタイトル |
| ----------------- | ------------ |
| 1973年17号 - 21号 | タロウ誕生   |
| 1973年22号 - 26号 | 失われた町   |
| 1973年27号 - 32号 | 小さな独裁者 |
| 1973年32号 - 34号 | 鬼が来る     |
めばえ
- 1973年6月号 - 1974年4月号 谷口健男

よいこ
- 1973年4月号 - 5月号 蛭田充
- 1973年6月号 - 12月号 森藤よしひろ

小学一年生
- 1973年4月号 森義一
- 1973年5月号 - 1974年3月号 石川賢

一部写真合成
| 掲載号       | 作画   | サブタイトル               | 登場怪獣                                                                       |
| ------------ | ------ | -------------------------- | ------------------------------------------------------------------------------ |
| 1973年4月号  | 森義一 |                            | アストロモンス                                                                 |
| 1973年5月号  | 石川賢 |                            | ライブキング                                                                   |
| 1973年6月号  | 石川賢 |                            | キングトータス、クイントータス                                                 |
| 1973年7月号  | 石川賢 |                            | タガール、ガンザ                                                               |
| 1973年8月号  | 石川賢 |                            | デッパラス                                                                     |
| 1973年9月号  | 石川賢 |                            | バードン                                                                       |
| 1973年10月号 | 石川賢 | 東京ぜんめつ作戦           | バルタン星人、イカルス星人、ゼットン、ブラックキング、バードン、メフィラス星人 |
| 1973年11月号 | 石川賢 |                            | ムルロア                                                                       |
| 1974年12月号 | 石川賢 |                            | メフィラス星人、他                                                             |
| 1974年1月号  | 石川賢 |                            | バルタン星人、他                                                               |
| 1974年2月号  | 石川賢 |                            | ゼットン、ベムスター、他                                                       |
| 1974年3月号  | 石川賢 | きょうれつりゅうせい作せん | メフィラス星人、アーストロン、他                                               |

小学二年生
- 1973年4月号 - 1974年3月号 内山まもる
  - 一部エピソードが『ザ・ウルトラマン』の単行本に収録され、2005年にコンビニコミックとして全話を収録した完全版が刊行された。

| 掲載号       | サブタイトル                   | 登場怪獣                                             |
| ------------ | ------------------------------ | ---------------------------------------------------- |
| 1973年4月号  | ウルトラの母は太陽のように     | 宇宙大怪獣アストロモンス、オイル超獣オイルドリンカー |
| 1973年5月号  | 恐怖のはらぺこ怪獣！           | 再生怪獣ライブキング                                 |
| 1973年6月号  | 液体怪獣を追え！               | 液体大怪獣コスモリキッド                             |
| 1973年7月号  | 東京の崩れる日                 | 大羽蟻怪獣アリンドウ                                 |
| 1973年8月号  | 怪獣墓場からの脱走者           | 噴煙怪獣ボルケラー、虫歯怪獣シェルター               |
| 1973年9月号  | 涙のストリウム光線             | 火山怪鳥バードン                                     |
| 1973年10月号 | 消えた車は怪獣のエサだ         | 蜃気楼怪獣ロードラ                                   |
| 1973年11月号 | ウルトラの泉の秘密             | 宇宙大怪獣ムルロア                                   |
| 1973年12月号 | 神の子になった少年             | 悪質宇宙人メフィラス星人（二代目）                   |
| 1974年1月号  | ウルトラ7番目の兄弟            | 極悪宇宙人テンペラー星人、宇宙犬ラビドッグ           |
| 1974年2月号  | ウルトラ兄弟を超えてゆけ！     | 暴君怪獣タイラント                                   |
| 1974年3月号  | 地球が沈む！タロウ最後の戦い！ | 熱怪獣ファイアント                                   |
小学三年生
- 1973年4月号 - 1974年3月号 みやぞえ郁雄

小学四年生
- 1973年4月号 - 1974年3月号 斉藤ゆずる

小学五年生
- 1973年4月号 - 1974年3月号 内山まもる
  - 全12話のうち3話分のみが『ザ・ウルトラマン』の単行本に収録され、2022年5月発売の書籍『ザ・ウルトラマン 単行本初収録＆傑作選 上』（小学館 ISBN 978-4778038700）に全てのエピソードが初収録された。
  - 地球侵略のために暗躍するインベーダー（種族名不明）の存在を知ったために追われ、放浪の旅を余儀なくされたタケル少年が主人公。インベーダーはタケルの抹殺を目論み、様々な罠を仕掛ける一方、侵略のために怪獣を操って人々を恐怖に陥れていく。光太郎＝ウルトラマンタロウとタケルはテレパシーで結ばれており、タケルが危機に陥ると登場してインベーダーや怪獣と戦う。インベーダーが人間に化けて社会に潜伏していたり、タケルを追うインベーダーによって何の関係もない人々が巻き添えを喰らって命を落とすなど、SF色の強いハードな物語となっている。
  - 光太郎以外のZAT隊員は登場せず、インベーダーとの戦いにほぼ関与しない。むしろ、第2話以降、光太郎がZATに入隊したことで、インベーダーに狙われるタケルを常時護衛できなくなるというデメリットが生じている。唯一の物語への関与として、光太郎がタケルの自衛用にZAT製の小型火炎放射銃を渡す場面がある。
  - 怪獣の出番は全12話中の第8話に登場するムルロアで打ち止めで、光太郎も第9話冒頭を最後に物語からフェードアウトし最終話でタロウとして登場するのみとなっており、第10話と第11話は事実上タケルを始めとする漫画独自のキャラクターのみで話を回している。

小学六年生
- 1973年4月号 - 1973年9月号 森藤よしひろ

| 掲載号      | 登場怪獣                                     |
| ----------- | -------------------------------------------- |
| 1973年4月号 | 超獣フュエルダボス、宇宙大怪獣アストロモンス |
| 1973年5月号 | 再生怪獣ライブキング                         |
| 1973年6月号 | 怪獣ジレンマ                                 |
| 1973年7月号 | 怪獣デッパラス                               |
| 1973年8月号 | 怪獣クラトー                                 |
| 1973年9月号 | 怪獣キングトンボラー                         |
小学館BOOK
- 蛭田充
- 池原成利
- ヨシダ忠：ほんとうのお話ウルトラマンタロウ
- 石原豪人：SFウルトラマンタロウ

### バラエティ番組
- 2007年6月から2008年5月にファミリー劇場で「親子でトライ！ウルトラマンタロウ親子体操」が放送された。
- 2017年5月18日にNHK総合テレビで放送のバラエティ番組『人名探究バラエティー 日本人のおなまえっ!』に出演（この回のテーマは「太郎」）[200]。ちなみにこの回には脚本を務めた田口成光もVTR出演した。

### CM
- 1982年に永谷園の『すし太郎』のCMとして北島三郎とともにタロウがちらし寿司をつくるバージョンが制作・放送された。本放送終了から8年後に、第2期ウルトラシリーズのキャラクターが登場したCMが放送されたのは珍しい例で、タロウの知名度がうかがえるCMである。

### パチンコ
- 『CRぱちんこウルトラマンタロウ 戦え!!ウルトラ6兄弟』京楽産業.：2012年6月発売
- 『CRぱちんこウルトラマンタロウ 暗黒の逆襲』京楽産業.：2013年4月発売

### パチスロ
- 『ぱちスロ ウルトラマンタロウ 暴君SPEC』（2022年、オッケー.）[201]

### ゲーム
- 『スーパーヒーロー作戦』（1999年、PlayStation用ソフト）
- 『ロストヒーローズ』（2012年、ニンテンドー3DS・PlayStation Portable用ソフト）
  - 『ロストヒーローズ2』（2015年、ニンテンドー3DS用ソフト）
- 『巨影都市』（2017年、PlayStation 4用ソフト）

## 映像ソフト化
- デジタルウルトラシリーズ第8弾として、DVDが2005年5月27日に1 - 5巻、6月24日に6 - 10巻、7月29日に11 - 13巻と、それぞれをセット化したメモリアルセットが発売された[202]。1巻のみ5話収録で、2巻以降は4話収録。1 - 5巻には放送当時の学年誌でのウルトラファミリーの記事、登場人物やメカニックなどのブロマイド、未映像化作品「怪獣無残！果報は寝て待て」のレプリカ台本、6 - 10巻には二子玉川園で開催されたショーなどの様子を写した冊子「青空の下で見たヒーローたち」、11 - 13巻にはキャスト・スタッフへのインタビューやスチールが掲載された冊子「拝啓ウルトラマンタロウ」、11巻には篠田や『ウルトラマン』の黒部進をはじめとする主演俳優のサイン入りブロマイドが封入されていた。
- 2013年6月21日にバンダイビジュアルからCOMPLETE DVD-BOXが発売された。作品解説書と企画書レプリカ冊子、ブロマイド封入。特典映像は『ウルトラマンタロウのすべて』（ファミリー劇場で2007年4月放送）、2013年4月28日に行われたペギー葉山と福沢良一のトークショー、原口智生へのインタビュー映像。
- 2017年12月22日にBlu-ray BOXが発売。発売告知CMは、テレビCMでは潘めぐみ（『ウルトラマンジード』のペガッサ星人ペガの声）、YouTubeの円谷プロの公式アカウントで視聴可能な動画では三森すずこ（『ジード』のレムの声）がナレーションを担当。

## 備考
- 木村は芸能界を引退しており、長らく特撮誌などのインタビューを受けることはなかったが、『ウルトラ情報局』2008年2月号でゲスト出演した。
- 第22話撮影中の1973年8月4日、ロケバスが運転を誤りコンニャク畑に転落、横転する事故が発生し、篠田を含むキャスト・スタッフ8名全員が怪我をした[203]。
- 篠田は『鬼平犯科帳』で尾美としのりと共演した際、本作品撮影時に尾美が監督に怒られてロケバスでしょんぼりしていたところを篠田に慰めてもらったことを聞いた。しかし、篠田は尾美が出演していたことを覚えていなかった[55]。
- 武村は1973年以前、ペギー葉山が大家を務めたアパート・ドレミファ荘で部屋を借りていた[204][205]。
- ABCラジオで、1973年6月 - 1989年3月に放送された "浪速のモーツァルト"こと、キダ・タローがパーソナリティを務めた『フレッシュ9時半!キダ・タローです』の番組ジングルに「タロウ、タロウ、タロウ “フレッシュ9時半! キダ”タロウ」と、テーマソングの一部に“フレッシュ9時半! キダ”をかぶせる形で使用されていた。
- 金子修介監督が映画『みんなあげちゃう』にウルトラの母を出演させた際、出演時間に対して秒いくらという形でギャラを算定して、出演料を円谷プロに支払ったという。
- 『SmaSTATION!!』（テレビ朝日）の2009年12月19日放送分で「ウルトラマン 9のヒミツ」と題した特集が組まれた際、「ファンが選ぶ対決ベスト3」に本作品でのバルキー星人との戦いが第2位にランクインした。また、この時のゲストだったロンドンブーツ1号2号の田村亮も、タロウが好きだったと語っていた。
- 『決定！これが日本のベスト100』（テレビ朝日系列）の2002年9月8日放送分「あなたが選んだヒーローベスト100」の第21位に、タロウがランクインした[206]。
- 『コメットさん』（1978年）の第43話「初恋の人ウルトラマン」にタロウが登場。タロウが地球で人間としての生活を送っているなど、本作品の後日碑とも言える内容となっているほか、タロウがコメットの別れた恋人であることが判明している。ラストでタロウは、変身したら地球を去らなければならないことを承知の上で知り合いの宇宙人の少年を救うために変身し、そのまま地球を去っていった。同話でタロウの人間態を篠田ではなく下塚誠が演じていること、コメットから「タロウさん」と呼ばれていることから、「ウルトラマン画報下巻」（竹書房・2002年）で「光太郎と分離後のタロウ自身の変身体・太郎青年」と解説されているが、『コメットさん』は円谷プロ制作ではないため、本作品を含むウルトラシリーズとは無関係である。
- 『仮面ライダー電王』（2007年）の「イマジンあにめ3」に、タロウのパロディキャラクター・ウルトラマンタロスが登場。声は『ウルトラマン物語』や『ウルトラマンメビウス』以降の作品でタロウ役を担当した石丸博也が演じている。
- 漫画『てんとう虫の歌』の劇中で、テレビを観ながら主人公の兄弟が本作品の主題歌を合唱するシーンが存在する。画面に映っているタロウは角はあるものの、ウルトラマンAを思わせる外観であった。
- 2013年に出版された書籍『ウルトラマンの愛した日本』[207]は、タロウの著作との設定を持つ。
- ウルトラマンワールドM78東京駅店は、タロウが名誉店長を務めている設定である[208]。同店は千代田区にある。
- NHK BSプレミアムで2022年9月10日に放送された『発表!全ウルトラマン大投票』の第9位にタロウがランクインしており、32.1%が女性による投票だった[209]。
- ウルトラマンシリーズの第３次リバイバルブームを受けて、1978年にポピーより初代ウルトラマン・ウルトラセブンと共に、タロウの『超合金』玩具が発売。タロウの胴体は、セブンを改修しカラータイマー用の穴を開けたもの[210]。